# Thaddeus Stevens
Thaddeus Stevens (n. 4 aprilie 1792, Danville⁠(d), Vermont, SUA – d. 11 august 1868, Washington, D.C., District of Columbia, SUA) a fost membru al Camerei Reprezentanților a Statelor Unite din statul Pennsylvania și unul dintre liderii facțiunii republicanilor radicali din cadrul Partidului Republican⁠(d) în anii 1860. Aprig adversar al sclaviei și al discriminării împotriva afro-americanilor, Stevens a încercat să le asigure drepturile în timpul Reconstrucției, în opoziție față de președintele Andrew Johnson. În calitate de președinte al Comisii de Mijloace și Modalități⁠(d) a Camerei în timpul Războiului Civil American, el a jucat un rol fruntaș, concentrându-și atenția asupra înfrângerii Confederației, finanțarea războiului cu noi taxe și credite, zdrobirea puterii proprietarilor de sclavi, desființarea sclaviei, și asigurarea de drepturi egale pentru sclavii eliberați.
Stevens s-a născut în Vermontul rural, în sărăcie, și cu un picior curbat⁠(d), ceea ce l-a făcut să șchioapete toată viața. S-a mutat în Pennsylvania încă din tinerețe, și a devenit rapid un avocat de succes în Gettysburg. El s-a interesat de afacerile municipale, și apoi de politică. A fost ales în Camera Reprezentanților statului Pennsylvania⁠(d), unde a devenit un puternic susținător al educației publice gratuite. Obstacolele financiare din 1842 l-au făcut să se mute cu locuința și meseria în orașul mai mare Lancaster. Acolo, el a aderat la Partidul Whig, și a fost ales în Congres în 1848. Activitățile sale ca avocat și politician oponent al sclaviei l-a costat însă voturi și nu a mai candidat și în 1852. După ce a cochetat scurt timp cu Partidul Know-Nothing, Stevens a aderat la nou înființatul Partid Republican, și a fost ales din nou în Congres în 1858. Acolo, împreună cu colegii radicali, ca Senatorul de Massachusetts Charles Sumner, s-a opus expansiunii sclaviei și concesiunilor față de Sud în anii dinaintea războiului.
Stevens a susținut că sclavia nu trebuie să supraviețuiască războiului, și era frustrat de încetineala cu care președintele Abraham Lincoln îi susținea poziția. El a ghidat legislația financiară a guvernului prin Cameră în calitate de președinte al Comisiei de Mijloace. Pe măsură ce războiul înainta spre victoria nordului, Stevens a ajuns să creadă nu numai că trebuie eliminată sclavia, ci și că afro-americanii trebuie să aibă un interes și un cuvânt de spus despre viitorul Sudului, și a promovat confiscarea de terenuri ale stăpânilor de plantații și împroprietărirea sclavilor eliberați⁠(d). Planurile lui mergeau prea departe pentru republicanii moderați și nu au fost adoptate.
După asasinarea lui Lincoln în aprilie 1865, Stevens a intrat în conflict cu noul președinte, Johnson, care a încercat restaurarea rapidă a statelor separatiste fără garanții pentru sclavii eliberați. Diferența de opinii a provocat o luptă continuă între Johnson și Congres, Stevens aflându-se în fruntea republicanilor radicali. După avansul obținut în alegerile din 1866, radicalii au luat frâiele Reconstrucției de la Johnson. Ultima mare bătălie a lui Stevens a fost să asigure articolele de impeachment⁠(d) în Cameră împotriva lui Johnson, deși Senatul nu l-a condamnat pe președinte. Perspectiva istoriografică asupra lui Stevens a basculat dramatic de-a lungul anilor, de la o viziune de la începutul secolului al XX-lea în care Stevens apărea nesăbuit și motivat de ură față de albii din Sud, la o perspectivă a neoaboliționiștilor⁠(d) din anii 1950 și de după aceea, care l-au aplaudat pentru vederile sale egalitare⁠(d).

## Viața timpurie și educația
Stevens s-a născut în Danville⁠(d), pe 4 aprilie 1792. A fost al doilea din cei patru copii, toți băieți, și a fost numit în cinstea generalului polonez care luptase în Revoluția Americană, Tadeus Kosciuszko. Părinții lui erau baptiști care emigraseră din Massachusetts în preajma lui 1786. Thaddeus s-a născut cu un picior curbat⁠(d), ceea ce la acea vreme era văzut ca o judecată a lui Dumnezeu pentru păcate secrete ale părinților—iar fratele lui mai mare s-a născut cu acest defect la ambele picioare. Tatăl băieților, Joshua Stevens, era fermier și cizmar, care își câștiga cu greu traiul în Vermont. După ce a avut încă doi fii (născuți fără handicap), Joshua și-a abandonat copiii și soția, Sarah (născută Morrill). Circumstanțele plecării sale și soarta lui ulterioară sunt incerte; este posibil să fi murit în bătălia de la Oswego⁠(d) în timpul Războiului din 1812.
Lui Sarah Stevens i-a fost și mai greu să își câștige existența cu ferma, dar a primit din ce în ce mai mult ajutor de la fiii ei care creșteau. Ea era hotărâtă să-și ajute fiii să devină mai buni, și în 1807 a mutat familia în orașul vecin Peacham⁠(d), unde l-a înscris pe tânărul Thaddeus la Caledonia Grammar School (adesea numită Academia Peacham). El a suferit mult de pe urma ironiilor colegilor lui din cauza handicapului. Relatările ulterioare îl descriu ca „plin de voință și încăpățânat”, cu „o copleșitoare și arzătoare dorință de a-și asigura o educație”.
După absolvire, s-a înscris la Colegiul Burlington din cadrul Universitatății Vermontului, dar și-a suspendat studiile din cauza rechiziției clădirilor din campus de către guvernul federal în timpul Războiului din 1812. Stevens s-a înscris apoi în anul al doilea⁠(d) la Colegiul Dartmouth⁠(d) din Hanover⁠(d). La Dartmouth, în ciuda unei cariere academice strălucite, nu a fost ales în Phi Beta Kappa Society⁠(d); aceasta a fost o altă experiență traumatizantă pentru el.
Stevens a absolvit Dartmouth în 1814, și a fost ales să țină cuvântarea de deschidere a ceremoniei de absolvire⁠(d). Ulterior, el a revenit la Peacham și pentru scurt timp a învățat acolo. Stevens a început să și studieze dreptul cu judecătorul John Mattocks în Danville. La începutul lui 1815, după ce le-a scris prietenilor din York, Pennsylvania, s-a mutat acolo.

## Avocat și politician în Pennsylvania

### Avocat la Gettysburg
În Pennsylvania, Stevens a predat dreptul la York Academy⁠(d) și și-a continuat studiile pentru barou. Avocații locali au adoptat o rezoluție de restricționare a aderării, interzicând primirea celor care „urmau orice altă profesie în timp ce se pregăteau pentru admitere”, restricție probabil îndreptată împotriva lui Stevens. Neînfricat, se pare (conform unei relatări povestită de mai multe ori de el însuși), s-a prezentat cu patru sticle de vin de Madeira la comisia de examinare din Chatham County, Maryland, și acolo s-au pus puține întrebări, dar s-a băut mult vin. A plecat din Bel Air⁠(d) în dimineața următoare cu un certificat care  îi permitea, prin reciprocitate⁠(d), să practice dreptul oriunde. Stevens a mers apoi la Gettysburg, reședința comitatului Adams, unde și-a deschis un cabinet în septembrie 1816.
Stevens nu cunoștea pe nimeni în Gettysburg, și inițial nu a avut succes ca avocat. La mijlocul anului 1817, șansa lui a fost un caz în care un fermier care fusese închis pentru datorii a ucis ulterior pe unul dintre polițiștii care îl arestase. Apărarea lui, deși fără succes, i-a impresionat pe localnici, și nu i-au mai lipsit cazurile. În cariera juridică, el a demonstrat tendința spre sarcasm care, mai târziu, avea să-l marcheze ca politician, spunându-i unui judecător care îl acuzase de sfidare⁠(d), „Domnule, fac și eu ce pot să mi-o ascund”.
Mulți din cei care își aminteau de Stevens după moartea sa în 1868, erau de acord că avea talent de avocat. El a fost implicat în primele zece cazuri care au ajuns la Curtea Supremă a Pennsylvaniei⁠(d) din comitatul Adams, după ce a început să lucreze, și a câștigat nouă din ele. Un caz pe care ulterior și-a dorit să nu-l fi câștigat a fost Butler v. Delaplaine, în care a reușit să recupereze un sclav pentru stăpânul lui.
În Gettysburg, Stevens a început să se implice și în politică, obținând șase mandate de un an în consiliul local între 1822 și 1831 și devenind președintele acestuia. El a luat profiturile din cabinetul său și le-a investit în afaceri imobiliare în Gettysburg, devenind cel mai mare proprietar de pământ din comunitate prin 1825, având interese financiare și în mai multe topitorii de fier din afara orașului. Pe lângă bunuri, a adunat și dușmani; după moartea unei femei gravide de culoare din Gettysburg, s-au scris mai multe scrisori anonime la ziare prin care se sugera că Stevens ar fi fost vinovat. Zvonurile s-au ținut de el ani de zile; atunci când un ziar care se opunea lui Stevens a tipărit o scrisoare din 1831 în care era numit ca asasin, l-a dat în judecată pentru calomnie și a câștigat.

### Antimason
Prima cauză politică a lui Stevens a fost antimasoneria, care devenise larg răspândită în 1826, după dispariția și moartea lui William Morgan⁠(d), un mason din nordul statului New York⁠(d); colegii masoni erau suspectați de moartea lui Morgan deoarece nu erau de acord cu publicarea de către acesta a unei cărți în care dezvăluia ritualurile secrete ale ordinului. Din moment ce principalul candidat în opoziție față de președintele John Quincy Adams era generalul Andrew Jackson, un mason care îi ironiza pe adversarii ordinului, antimasoneria a devenit strâns asociată cu opoziția față de Jackson și față de politicile sale⁠(d) după ce a fost ales președinte în 1828.
Susținătorii lui Jackson erau din vechiul Partid Democrat-Republican care a evoluat ulterior în Partidul Democrat. Lui Stevens i s-a de către colegul avocat (și viitor președinte), James Buchanan că ar putea promova pe linie politică, dacă i se alătură, dar Stevens nu-l putea susține pe Jackson, din principiu. Pentru Stevens, antimasoneria a devenit un mijloc de a i se opune lui Jackson; este posibil ca el să fi avut și motive personale, deoarece masonii nu primeau în rândurile lor „ologi”. Stevens a abordat antimasoneria cu entuziasm, și i-a rămas fidel chiar și după ce majoritatea pennsylvănenilor abandonaseră cauza. Biograful său, Hans Trefousse, sugera că un alt motiv pentru virulența lui Stevens era un atac de boală din anii 1820, în urma căruia și-a pierdut părul (el a purtat ulterior peruci, care de multe ori nu îi stăteau bine), și „nedorita boală ar fi putut să contribuie la nerezonabilul său fanatism față de masoni”.
Prin 1829, antimasoneria evoluase într-un partid politic, care s-a dovedit popular în mediul rural din centrul Pennsylvaniei. Stevens a devenit rapid un membru proeminent al mișcării, participqnd la primele două convenții naționale ale partidului în 1830 și 1831. La acesta din urmă, el a promovat candidatura judecătorului de la Curtea Supremă⁠(d) John McLean⁠(d) pentru funcția de președinte al partidului, dar în zadar deoarece nominalizarea i-a revenit fostului procuror general William Wirt⁠(d). Jackson a fost reales cu ușurință; înfrângerea zdrobitoare (Wirt a câștigat doar în Vermont) a făcut ca partidul să dispară în cele mai multe locuri, deși a rămas puternic în Pennsylvania pentru mai mulți ani.
În septembrie 1833, Stevens a fost ales pentru un mandat de un an în Camera Reprezentanților a statului Pennsylvania ca antimason, și în Harrisburg a încercat odată să înființeze o comisie care să investigheze masoneria. Stevens a câștigat atenție mult în afara granițelor Pennsylvaniei pentru discursul său împotriva masoneriei, și a devenit rapid expert în manevrele legislative. În 1835, o ruptură în rândul democraților i-a adus pe antimasoni la controlul legislativului⁠(d). După ce a primit dreptul de a emite subpoena, Stevens a convocat în fața camerei politicieni de seamă care erau masoni, inclusiv pe guvernatorul George Wolf⁠(d). Martorii au invocat al Cincilea Amendament⁠(d) împotriva autoincriminării, și când Stevens l-a abuzat verbal pe unul dintre ei, reacția rezultată l-a făcut pe propriul său partid să pună capăt anchetei. Agitația l-a costat pe Stevens realegerea în 1836, și chestiunea antimasoneriei a murit în Pennsylvania. Cu toate acestea, Stevens a rămas tot restul vieții sale  un adversar al ordinului.

### Cruciada pentru educație
Începând cu primii săi ani în Gettysburg, Stevens a promovat cauza educației universale. La momentul respectiv, niciun stat din afara New Englandului nu avea învățământ public gratuit pentru toți. În Pennsylvania, exista educație gratuită în Philadelphia, dar în alte părți ale statului, cei care doreau să-și educe copiii fără taxe de școlarizare trebuia să depună un jurământ de sărăcie⁠(d). Stevens și-a deschis publicului vasta bibliotecă privată și a renunțat la președinția consiliului local, considerând că este mai importantă activitatea sa în cadrul inspectoratului școlar. În 1825, a fost ales de către alegătorii din comitatul Adams ca administrator al Academiei Gettysburg. Cum școala era în colaps financiar, Stevens a convins alegătorii din comitat să accepte să plătească datoria acesteia, permițând vânzarea ei ca un seminar luteran. Ea a primit dreptul de a acorda diplome de colegiu în 1831 sub titulatura de Pennsylvania College, și în 1921 a devenit Gettysburg College⁠(d). Stevens a dat școlii teren pe care să se construiască o clădire și a fost mulți ani trustee.

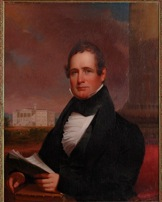
Portret al lui Stevens, pictat de, deținut astăzi de Gettysburg College

În aprilie 1834, în colaborare cu guvernatorul Wolf, a îndrumat prin legislativ o propunere de lege care să permită districtelor din tot statul să voteze dacă să aibă școli publice finanțate din impozite. Districtul Gettysburgului a votat pentru, și l-a ales și pe Stevens ca director al școlilor, post în care a lucrat până în 1839. Zeci de mii de alegători au semnat petiții cerând anularea. Rezultatul a fost o lege de abrogare care a trecut cu ușurință de Senat⁠(d). Se credea că proiectul de lege va trece și de Cameră, și că va fi adoptat în ciuda opoziției lui Stevens. Atunci când s-a ridicat să vorbească pe 11 aprilie 1835, el a apărat noul sistem de învățământ, afirmând că, de fapt, el economisește bani, și a demonstrat cum. El a precizat că adversarii lui căutau să-i separe pe săraci într-o castă inferioară lor, și i-a acuzat pe bogați de lăcomie și de lipsă de empatie cu cei săraci. Stevens a susținut: „nu vă ridicați monumente din bronz sau din marmură, faceți-le din minți veșnic vii!” Proiectul de abrogare a fost respins; Stevens a primit mare parte din credit pentru aceasta. Trefousse sugera că victoria nu a fost din cauza elocvenței lui Stevens, ci din cauza influenței sale, combinată cu cea guvernatorului Wolf.

### Schimbarea politică; mutarea la Lancaster
În 1838, Stevens a candidat din nou pentru legislativ. El spera că dacă restul antimasonilor împreună cu Partidul emergent Whig câștigă o majoritate, el ar putea fi ales în Senatul Statelor Unite, ai cărei membri erau delegați în 1913 de către legislativele statelor. A urmat o campanie murdară chiar și după standardele vremii. Rezultatul a fost algerea unui democrat ca guvernator, controlul Whig asupra Senatului statului, și Camera în blocaj politic, numărul de locuri pentru Philadelphia fiind contestat, deși Stevens își câștigase locul  în comitatul Adams. Stevens a încercat să obțină excluderea acelor democrați din Philadelphia, ceea ce ar fi creat o majoritate Whig care ar fi putut alege un președinte al Camerei și pe el ca senator. Pe fondul revoltelor din Harrisburg—cunoscute mai târziu ca „ Războiul Alicelor⁠(d)”—planul lui Stevens a eșuat, democrații câștigând controlul asupra Camerei. Stevens a rămas în legislativ majoritatea anilor până în 1842, dar episodul l-a costat mare parte din influența sa politică, Whig-ii dând pe el vina pentru dezastru și nefiind dispuși să dea o funcție de conducere pe mâna cuiva care încă nu aderase la partidul lor. Cu toate acestea, el a susținut pozițiile Whig pro-business și pro-dezvoltare. El a militat pentru candidatul Whig de la alegerile prezidențiale din 1840, fostul general William Henry Harrison. Deși Stevens a susținut mai târziu că Harrison îi promisese o funcție în guvern, dacă va fi ales, el nu a primit niciuna, și orice influență pe care o avea a pierdut-o atunci când Harrison a murit după doar o lună în funcție, și a fost urmat de John Tyler, un sudist ostil pozițiilor lui Stevens pe tema sclaviei.
Deși Stevens era cel mai de succes avocat din Gettysburg, el a acumulat datorii din cauza intereselor sale de afaceri. Refuzând să profite de legile falimentului, a simțit că trebuia să se mute într-un oraș mai mare, în scopul de a obține bani să-și plătească obligațiile. În 1842, Stevens și-a mutat locuința și cabinetul în orașul Lancaster. El știa că comitatul Lancaster era un fief antimason și Whig, care i-ar fi asigurat păstrarea unei baze politice. Într-o perioadă scurtă, ajunsese să câștige mai mult decât orice alt avocat din Lancaster; în 1848, el își redusese datoriile la 30.000 dolari, pe care i-a plătit la scurt timp. În Lancaster și-a asigurat serviciile Lydiei Hamilton Smith⁠(d), o menajeră, a cărei apartenență rasială a fost descris ca mulatru, și care au rămas cu el tot restul vieții sale.

## Aboliționist și congresman antebelic

### Evoluția ideilor
În 1830, puțini doreau eradicarea imediată a sclaviei. Mișcarea aboliționistă⁠(d) era tânără și doar recent avea în rândurile ei figuri ca William Lloyd Garrison⁠(d). Motivul lui Stevens pentru adoptarea sclaviei drept cauză politică a fost disputat între recentele sale biografii. Richard Current sugera în 1942 că a fost din ambiție; Fawn M. Brodie⁠(d), în controversata ei psihobiografie din 1959 a lui Stevens, a sugerat că a fost din empatia sa față de cei asupriți, întrucât și el, din cauza handicapului său, se confruntase cu prejudecățile și cu disprețul societății. Trefousse, în lucrarea sa din 1997, sugera și el că sentimentele lui Stevens față de cei asupriți au fost un factor, combinat cu remușcările pentru cazul Butler, și că este puțin probabil ca ambiția să fi fost un motivator major, întrucât fervoarea anti-sclavie a lui Stevens îi dăuna de fapt carierei.

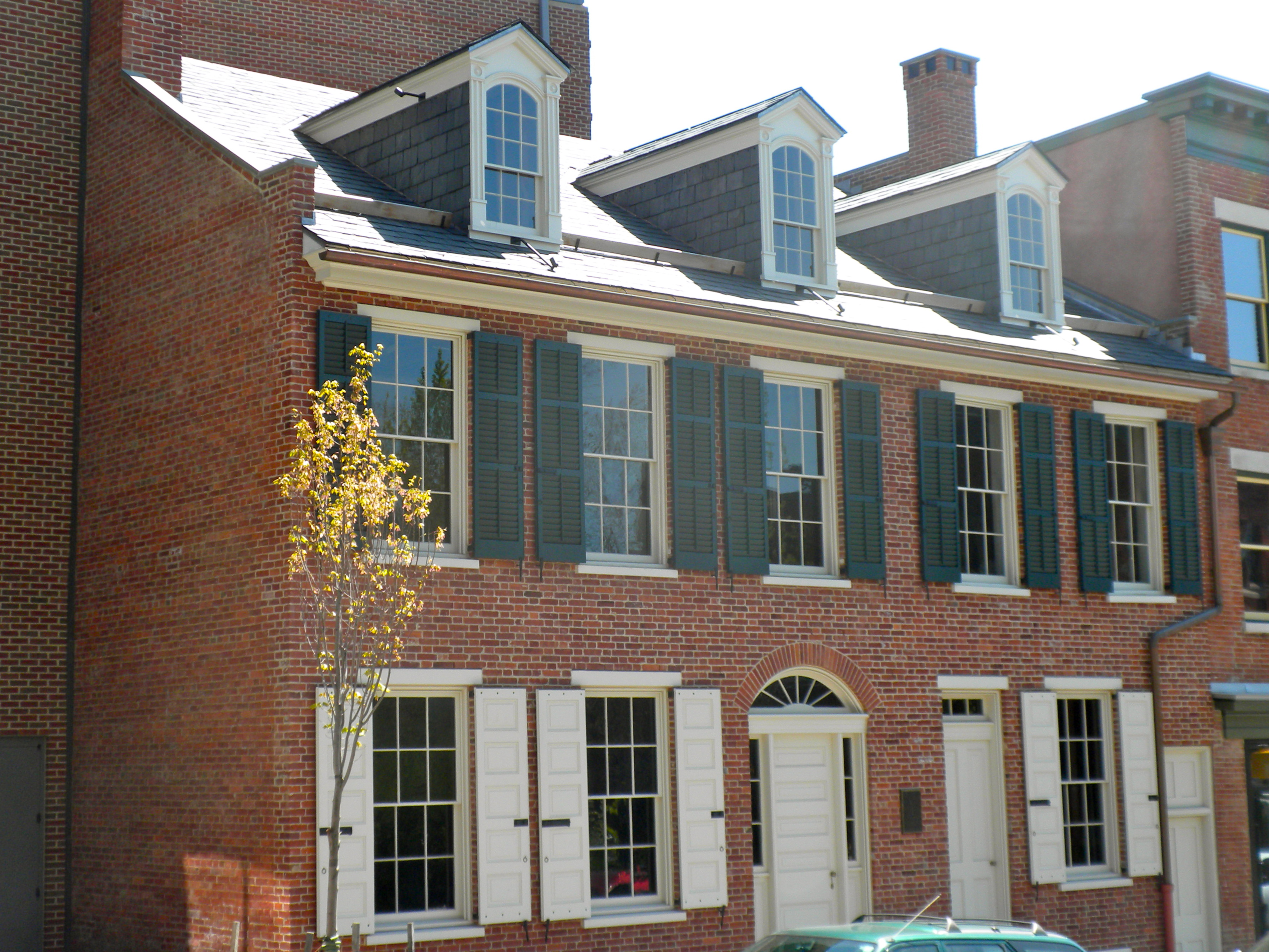
Casa lui Stevens pe Queen Street, Lancaster, Pennsylvania

La convenția constituțională din Pennsylvania din 1837, Stevens, care era delegat, a luptat împotriva privării afro-americanilor de drepturile electorale, deși era dispus să susțină o minimă cerință de proprietate pentru toți alegătorii. Conform istoricului Eric Foner, „când Stevens a refuzat să semneze constituția din 1837 din cauza prevederilor ei despre dreptul la vot, și-a anunțat angajamentul pentru o definiție nerasială a cetățeniei americane, la care a aderat pentru tot restul vieții sale”. După ce s-a mutat în Lancaster, un oraș nu departe de linia Mason–Dixon, el a devenit activ în Underground Railroad, nu doar apărându-i pe cei acuzați că sunt sclavi fugari, ci și coordonând mișcările celor care își căutau libertatea. O renovare efectuată în 2003 la fostul său domiciliu din Lancaster a dezvăluit faptul că locuința avea o cisternă ascunsă, atașat de clădirea principală printr-un tunel ascuns, în care se ascundeau sclavi evadați.
Până la izbucnirea Războiului Civil, Stevens și-a asumat public poziția de sprijin pentru sfârșitul slaviei și s-a opus extinderii ei. Cu toate acestea, el nu încerca să o perturbe în statele în care ea exista, întrucât Constituția protejat afacerile interne ale acestora de amestecul din afară. El a susținut și candidați stăpâni de sclavi din Partidul Whig pentru funcția de președinte: Henry Clay în 1844 și Zachary Taylor în 1848.

### Primul mandat în Congres
În 1848, Stevens a candidat la alegerile pentru Congres în colegiul 8 din Pennsylvania⁠(d). A întâmpinat opoziție la convenția Whig. Unii delegați simțeau că, deoarece venise târziu în partid, Stevens nu ar trebui să primească nominalizarea; altora le plăcea poziția lui față de sclavie. În cele din urmă, a câștigat nominalizarea. Într-un an puternic pentru Whig-i la nivel național, Taylor a fost ales președinte și Stevens a fost ales în Congres.
Când Congresul⁠(d) s-a întrunit în decembrie 1849, Stevens și-a luat locul, alături de alți adversari nou-aleși ai sclaviei, cum ar fi Salmon P. Chase. Stevens s-a pronunțat împotriva Compromisului din 1850, pus la punct de senatorul de Kentucky Henry Clay, care dădea victorii și Nordului și Sudului, dar permitea ca unele dintre teritoriile recent dobândite de la Mexic să devină state practicante ale sclaviei. În iunie, în timp ce dezbaterile continuau, el a declarat: „Acest cuvânt, «compromis», când se aplică la drepturile omului și la drepturile constituționale, îl detest”. În ciuda opoziției lui, legile care formau Compromisul au fost adoptate, inclusiv Legea Sclavilor Fugari, pe care Stevens o găsea deosebit de ofensatoare. Deși mulți americani sperau că Compromisul sa aducă pace internă, Stevens a avertizat că el este „mama fertilă a viitoarelor rebeliuni, dezbinări, și război civil”.
Stevens a fost ușor renominalizat și reales în 1850, chiar dacă poziția lui i-a cauzat probleme în rândul Whig-ilor pro-Compromis. În anul 1851, Stevens a fost unul dintre avocații apărării în procesul a 38 de afro-americani și altor trei persoanel în tribunalul federal din Philadelphia, acuzați de trădare. Inculpații fuseseră implicați în așa-numita Răscoală din Christiana, în care o încercare de a pune în aplicare un mandat emis pe Legea Sclavilor Fugari s-a soldat cu uciderea stăpânului sclavilor. Judecătorul Robert Grier⁠(d) de la Curtea Supremă a SUA, care a judecat cazul în calitate de judecător de circuit, a instruit juriul să achite inculpați⁠(d) pe motiv că, deși aceștia ar putea fi vinovați de crimă sau de tulburarea ordinii, ei nu au fost acuzați de aceasta, iar de trădare nu se făceau vinovați. Mediatizatul incident (și altele ca acesta) au crescut polarizarea pe tema sclaviei și a făcut din Stevens o figură proeminentă a aboliționismului din Nord.
În ciuda acestei tendințe, Stevens a suferit probleme politice. El a plecat din grupul parlamentar Whig în decembrie 1851, când colegii lui nu i s-au alăturat în încercarea de abrogare a elementelor celor mai incomode ale Compromisului, deși l-a susținut pe candidatul lor care în 1852 nu a reușit să fie ales președinte, generalul Winfield Scott⁠(d). Adversarii săi politici, precum și aversiunea locală față de poziția lui în raport cu sclavia și participarea la procesul de trădare, l-a făcut să îi fie greu să obțină o nouă candidatură, și el nu a mai încercat decât să-și aleagă un succesor. Cel ales de el nu a obținut însă nici el nominalizarea PartidulWhig.

### Know-Nothingși republican
Rămas fără funcție, Stevens s-a concentrat pe cabinetul său de avocatură din Lancaster, rămânând unul dintre cei mai importanti avocați din stat. El a rămas activ în politică, și în 1854, pentru a obține mai multe voturi pentru mișcarea anti-sclavie, s-a alăturat grupării nativiste Know-Nothing. Membrii acesteia se angajaseră să nu vorbească deloc despre deliberarile din cadrul Partidului (de unde că „nu știu nimic”), și Stevens a fost atacat pentru calitatea de membru într-o organizație secretă similară Masoneriei. În 1855, Stevens s-a alăturat noului Partid Republican. Acolo au mers și alți foști Whig-i adversari ai sclaviei, între care și William H. Seward din New York, Charles Sumner din Massachusetts, și Abraham Lincoln din Illinois.
Stevens a fost delegat la Convenția Națională Republicană din 1856⁠(d), unde l-a susținut pe judecătorul McLean, ca și în 1832. Convenția l-a nominalizat însă pe John C. Freemont, pe care Stevens îl sprijinise activ în cursa împotriva concetățeanului său din Lancaster, candidatul democrat James Buchanan. Cu toate acestea, Pennsylvania a contribuit la alegerea lui Buchanan. Stevens a revenit la practica avocaturii, dar până în 1858, cum președintele și partidul său erau foarte nepopulari și țara era sfâșiată de controverse ca decizia din cazul Dred Scott, Stevens a găsit ocazia de a reveni în Congres. Drept candidat Republican, a fost ales cu ușurință. Ziarele democrate erau consternate. Un titlu de pe prima pagină anunța „Negroteismul triumfător”.

### Alegerile din 1860; criza secesiunii
Stevens și-a luat locul în Congres⁠(d) în decembrie 1859, la doar câteva zile după spânzurarea lui John Brown, care atacase arsenalul federal de la Harpers Ferry⁠(d) în speranța de a provoca o insurecție a sclavilor. Stevens s-a opus la acea dată acțiunii violente a lui Brown, deși mai târziu și-a schimbat atitudinea într-o direcție mai aprobatoare. Tensiunile secționale s-au revărsat în Cameră, care s-a dovedit incapabilă a alege un speaker timp de opt săptămâni. Stevens a fost activ în fluxul amar de invective din ambele părți; la un moment dat, congresmanul de Mississippi William Barksdale⁠(d) l-a atacat cu un cuțit, deși nu s-a vărsat sânge.

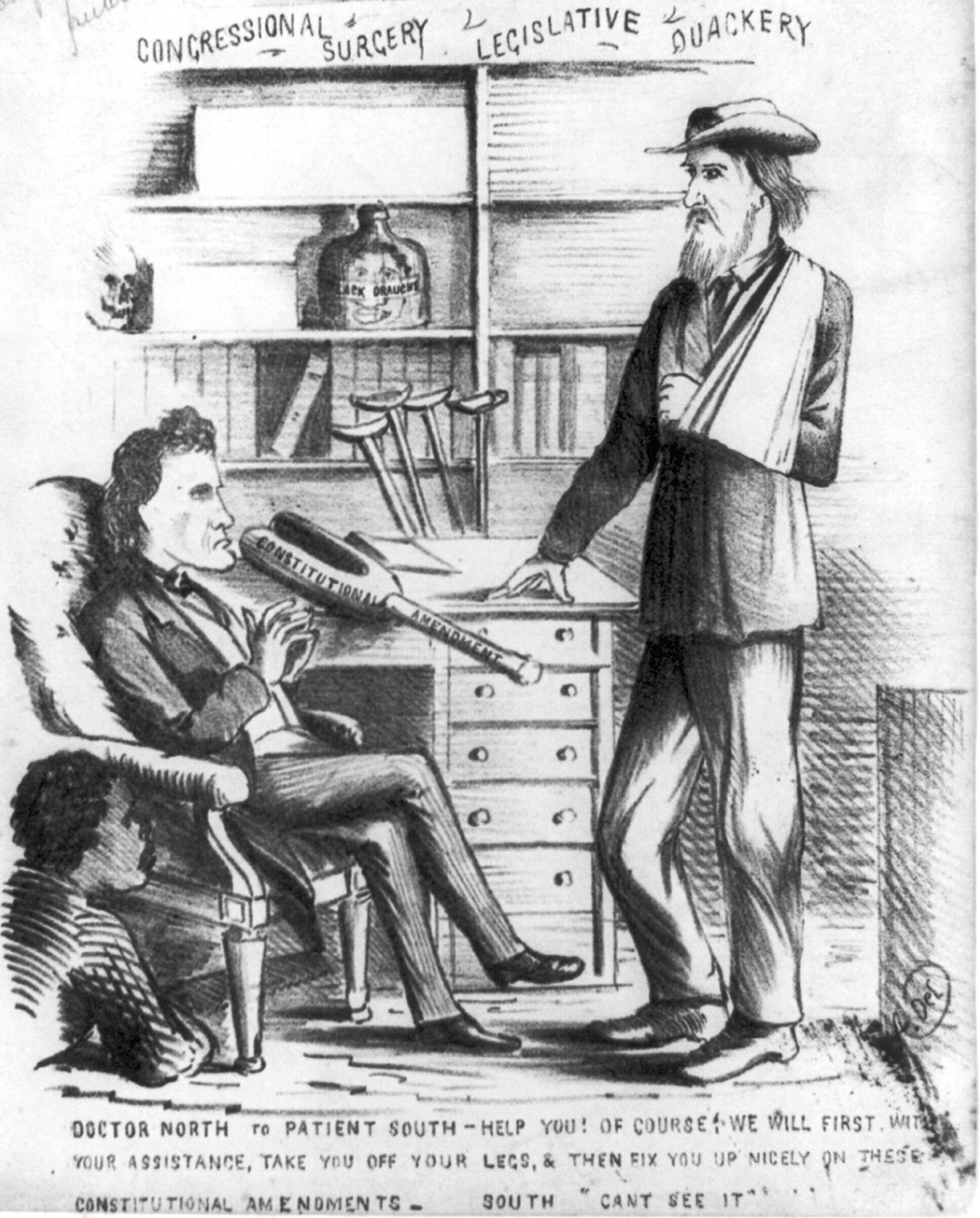
Opinia Sudului despre compromisurile propuse în 1860 și 1861. "Dr. Nord" (Stevens) propune tăierea picioarelor Sudului și înlocuirea lor cu amendamente constituționale. În realitate, Stevens se opunea acestor măsuri.

Cum democrații nu reușeau să se pună de acord asupra unui singur candidat la președinție, Convenția Națională Republicană din 1860⁠(d) de la Chicago a devenit crucială, deoarece candidatul ar fi fost într-o poziție favorabilă pentru a deveni președinte. Figuri proeminente în partid, cum ar fi Seward și Lincoln, au cerut nominalizarea. Stevens a continuat să-l sprijine pe judecătorul McLean, acum ajuns la vârsta de 75 de ani. De la al doilea tur de scrutin, majoritatea delegaților din Pennsylvania l-au sprijinit pe Lincoln, ajutându-l pe illinoisan să obțină nominalizarea. Cum democrații nu au propus niciun candidat în colegiul său, Stevens era asigurat de realegerea sa în Cameră, și a făcut campanie pentru Lincoln în Pennsylvania. Lincoln a câștigat majoritatea în Colegiul Electoral. Opoziția cunoscută a președintelui ales față de extinderea sclaviei a dus la declanșarea imediată a discuțiilor despre secesiune în statele din sud, o amenințare pe care Stevens o minimalizase în timpul campaniei.
Congresul s-a întrunit în decembrie 1860, în timp ce mai multe dintre statele din sud deja se hotărâseră să se separe. Stevens era neînduplecat în opoziția sa față de eforturile de a-i mulțumi pe sudiști, cum ar fi compromisul Crittenden⁠(d), care ar fi încetățenit sclavia ca fiind protejată de orice amendament constituțional. El a declarat, într-un comentariu citat pe larg atât în Nord cât și în Sud, că decât să ofere concesii din cauza alegerii lui Lincoln, el ar fi preferat să vadă cum „acest Guvern se năruie într-o mie de atomi”, și că forțele Statelor Unite vor zdrobi orice rebeliune. În ciuda protestelor lui Stevens, administrația lame-duck⁠(d) a lui Buchanan a făcut prea puțin ca răspuns la voturile de secesiune, și a permis ca majoritatea resurselor federale din Sud să cadă în mâinile rebelilor. Mulți, chiar și în mișcarea aboliționistă, erau mulțumiți să rămână lucrurile așa, și să lase Sudul să meargă pe calea lui. Stevens nu a fost de acord, și congresmanul a fost „fără îndoială, mulțumit” de declarația lui Lincoln în primul său discurs inaugural⁠(d) din 4 martie 1861, că el va „ține, ocupa și poseda proprietățile și locuri care aparțin Guvernului”.

## Războiul Civil American

### Sclavia
Când a izbucnit războiul în aprilie 1861, Stevens a susținut că Confederații sunt niște rebeli care trebuie zdrobiți prin forță. De asemenea, el considera că Confederația se scosese de sub protecția Constituției Statelor Unite prin declanșarea războiului, și că în Statele Unite reconstituite, sclavia nu-și va mai avea locul. Speakerul Galusha A. Grow⁠(d), ale cărui opinii îl înscriau, împreună cu Stevens, printre congressmanii care aveau să devină cunoscuți ca republicanii radicali (pentru poziția lor față de sclavie, spre deosebire de conservatori sau republicani moderați⁠(d)), l-a desemnat președinte al Comisiei de Mijloace și Metode a Camerei⁠(d). Această poziție i-a dat putere asupra ordinii de zi a Camerei.
Abolire—Da! să se abolească totul de pe fața Pământului, afară de această Uniune; să se elibereze fiecare sclav—să se ucidă fiecare trădător—să se ardă fiecare conac de rebel, dacă de asta este nevoie ca să se păstreze acest templu al libertății închinat lumii și posterității noastre.
În iulie 1861, Stevens a obținut adoptarea unei legi⁠(d) de confiscare a proprietății unor rebeli, inclusiv a sclavilor. În noiembrie 1861, Stevens a introdus o rezoluție de eliberare a tuturor sclavilor; dar ea a fost respinsă. Cu toate acestea, s-au adoptat legi prin care se abolea sclavia în Districtul Columbia⁠(d) și în teritorii. Până în martie 1862, spre exasperarea lui Stevens, maximul ce susținuse Lincoln în public fusese o emancipare treptată în statele de graniță⁠(d), cu despăgubirea stăpânilor de sclavi de către guvernul federal.

Stevens și alți radicali erau frustrați de cât de lent le adoptase Lincoln politicile de emancipare; conform lui Brodie, „Lincoln a reușit rareori să țină pasul cu Stevens, deși amândoi mergeau către aceleași orizonturi luminoase”. În aprilie 1862, Stevens îi scria unui prieten: „cât ce privește speranțele de viitor, sunt sărace, pentru Lincoln e un nimeni”. Radicalii au insistat agresiv cu chestiunea, provocându-l pe Lincoln să comenteze: „Stevens, Sumner și [senatorul de Massachusetts Henry] Wilson mă tot bântuie cu stăruințele lor pentru o Proclamație de Emancipare. Oriunde mă duc și oriîncontro mă întorc, sunt pe urmele mele, și totuși încă în inima mea, am profunda convingere că ceasul nu a sosit încă.”  Președintele a afirmat că dacă se ajunge la o luptă finală între radicali și dușmanii lor, va fi obligat să țină partea lui Stevens și tovarășilor lui, pe care i-a numit „diavolii cei mai incomozi din lume” dar „cu chipurile ... întoarse către Zion”. Deși Lincoln și-a compus proclamația în iunie sau iulie 1862, secretul a fost păstrat în cadrul Cabinetului, iar președintele a refuzat rugămințile radicalilor de a o emite până după victoria unionistă de la bătălia de pe Antietam în septembrie. Stevens a adoptat rapid Proclamația de Emancipare și a folosit-o în campania de realegere. Când Congresul s-a reîntrunit în decembrie, Stevens a continuat să critice politicile lui Lincoln, numindu-le „uzurpări flagrante, demne de condamnare din partea comunității”. Stevens s-a opus în general planurilor lui Lincoln de a coloniza în străinătate sclavii eliberați, deși uneori susținea, din motive politice, propunerile de emigrare. Stevens i-a scris în iunie 1863 unui nepot: „sclavii ar trebui incitați la insurecție, ca să le arate rebelilor cum este un război civil adevărat”.
...adoptarea măsurilor pe care le-am susținut la izbucnirea războiului, înarmarea negrilor, sclavi ai rebelilor, este singura modalitate rămasă pe Pământ prin care acești rebeli pot fi exterminați. Vor afla că trebuie să trateze aceste state aflate astăzi în afara Uniunii ca pe niște provincii cucerite, și să le colonizeze cu oameni noi, și să-i izgonească pe rebelii de acolo în exil din țara aceasta....Au atâta hotărâre, energie și rezistență, încât nimic în afară de exterminarea efectivă ori exilul ori înfometarea îi vor face vreodată să capituleze în fața acestui Guvern."
Thaddeus Stevens, Camera Reprezentanților SUA, 8 ianuarie 1863
În timpul incursiunii confederate în Nord de la mijlocul anului 1863, care a culminat în bătălia de la Gettysburg, confederații au trimis de două ori niște detașamente la Caledonia Forge⁠(d) a lui Stevens. Acesta, care fusese acolo pentru a supraveghea operațiunile, a fost mutat de angajații săi împotriva voinței sale. Generalul Jubal Early⁠(d) a jefuit și vandalizat Forge, provocând lui Stevens pagube în valoare de aproximativ 80.000 de dolari. Early a susținut că și Nordul făcuse același lucru cu personalitățile Sudului, și că Stevens era bine cunoscut pentru dorința lui de răzbunare față de Sud. Întrebat dacă l-ar fi luat pe congresman la Închisoarea Libby⁠(d) din Richmond, early a răspuns că l-ar fi spânzurat pe Stevens și i-ar fi împărțit oasele între statele confederate.
Stevens a presat Congresul să adopte un amendament constituțional de abolire a sclaviei. Proclamația de Emancipare a fost o măsură de război, care nu se aplica tuturor sclavilor, și ar fi putut fi anulată pe timp de pace de instanțele de judecată; un amendament constituțional ar fi însemnat sfârșitul sclaviei. Al treisprezecelea Amendament—care a abolit sclavia și servitutea involuntară, cu excepția pedepselor pentru crimă—a fost adoptat rapid de Senat, dar a picat în Cameră, în iunie; temerile că aceasta ar putea să nu fie adoptat au întârziat o nouă tentativă de a-l discuta. Lincoln a militat agresiv pentru amendament după realegerea sa în 1864, și Stevens i-a descris cuvântarea anuală din fața Congresului din decembrie ca „cel mai important și mai bun mesaj care i-a fost comunicat Congresului în ultimii 60 de ani”. Stevens a închis dezbaterea amendamentului la 13 ianuarie 1865. Reprezentantul de Illinois Isaac Newton Arnold⁠(d) scria: „distinși soldați și cetățeni ocupau toate locurile disponibile, să-l audă pe elocventul vârstnic vorbind despre o măsură care avea să pună capăt războiului de patruzeci de ani împotriva sclaviei”.
Amendamentul a trecut la limită, abia după ce Lincoln însuși a exercitat presiuni puternice, împreună cu ofertele de numiri politice din partea „lobby-ului Seward⁠(d)”. Democrații au făcut acuzații de dare de mită; Stevens a declarat: „cea mai măreață măsură a secolului al XIX-lea a fost adoptată prin corupție, ajutată și instigată de cel mai pur om din America”. Amendamentul a fost declarat ratificat la 18 decembrie 1865. Stevens a continuat să facă presiuni pentru o interpretare cât mai largă a acestuia, care cuprindea dreptate economică justiție în plus față de sfârșitul oficial al sclaviei.
După adoptarea celui de al treisprezecelea Amendament, Congresul a dezbătut drepturile economice ale sclavilor eliberați. La cererea lui Stevens, s-a votat pentru a autoriza Biroul de Refugiați, Sclavi Eliberați și Terenuri Abandonate⁠(d), cu un mandat (dar fără finanțare) pentru a înființa școli și a distribui „nu mai mult de patruzeci de acri” [16 ha] de teren confiscat de la confederați fiecărei familii de sclavi eliberați.

### Finanțarea războiului
Stevens a lucrat îndeaproape cu oficialii administrației Lincoln pe tema legislației de finanțare a războiului. La mai puțin de o zi de la numirea sa ca președinte al Comisiei de Mijloace și Modalități, el a prezentat un proiect de lege pentru un credit de război. Au urmat rapid legi care să-i plătească pe soldații deja chemați sub arme de Lincoln și care să permită administrației să se împrumute pentru a purta războiul. Aceste legi și mai multe altele au fost promovate în Cameră de Stevens. Pentru a învinge tacticile de tergiversare a adversarilor Copperheads, el a impus în Cameră durate de dezbatere de nu mai mult jumătate de minut.
Stevens a jucat un rol important în adoptarea de Legii Mijloacelor de Plată din 1862⁠(d), când, pentru prima dată, Statele Unite ale Americii au emis monedă susținută numai prin propriul său de credit, nu și de aur sau argint. Mecanismele anterioare de finanțare a războiului, cum ar fi obligațiunile de război, eșuaseră după ce a devenit clar că războiul nu va fi unul scurt. În 1863, Stevens a asistat la adoptarea Legii Naționale a Băncilor⁠(d), conform căreia băncile erau obligate să-și limiteze emisiile monetare la valoarea obligațiunilor federale pe care erau obligate să le dețină. Sistemul a rezistat timp de o jumătate de secol, până când a fost înlocuit de Sistemul Rezervei Federale în 1913.
Deși Legea Mijloacelor de Plată permitea plata obligațiilor guvernului în bani de hârtie, Stevens nu a putut obține de la Senat acordul ca dobânda la datoria națională să  fie plătit cu greenbacks⁠(d). Cum valoarea banilor de hârtie scădea, Stevens a protestat împotriva speculatorilor cu aur, iar în iunie 1864, după consultarea cu secretarul trezoreriei Salmon P. Chase, a propus ceea ce a devenit cunoscut ca Legea Aurului—abolirea pieții aurului prin interzicerea vânzării sale de către brokeri sau pentru livrare viitoare. Ea a fost adoptată de Congres în iunie; haosul cauzat de lipsa unei piețe organizate a aurului a accelerat scăderea valorii hârtiei. Sub presiunea puternică din partea comunității de afaceri, Congresul a abrogat legea la 1 iulie, la douăsprezece zile după ce o adoptase. Stevens nu a avut remușcări, nici chiar după ce valoarea monedei de hârtie și-a revenit la sfârșitul lui 1864, pe fondul așteptărilor ca Uniunea să câștige războiul, și a propus o lege care interzicea plata unei sume în greenbacks în schimbul uneia în monedă de aur. Aceasta nu a fost adoptată.
Ca și majoritatea politicienilor din Pennsylvania din ambele partide, Stevens a fost un mare susținător al taxelor vamale, care au crescut de la 19% la 48% din anul fiscal 1861 până în anul fiscal 1865. Potrivit activistei Ida Tarbell⁠(d) în „Taxa în vremurile noastre:” „Taxele  [de import] nu erau niciodată prea mari pentru [Stevens], în special pe fier, pentru că el era producător și se spunea adesea în Pennsylvania că taxele pe care le susținea nu reprezintă în niciun fel marile interese ale statului în domeniul fierului, ci erau promovate doar pentru a acoperi nevoile propriilor lui... fabrici prost gestionate.”

## Reconstrucția

### Problema reconstrucției Sudului
După ce Congresul a dezbătut modul în care SUA va fi organizată după război, statutul sclavilor eliberați și al foștilor confederați rămăsese nedeterminat. Stevens a declarat că era nevoie de o „reorganizare radicală a instituțiilor, obiceiurilor și manierelor Sudului”. Stevens, Sumner și alți radicali susțineau că statele din Sud ar trebui să fie tratate ca provincii cucerite, fără drepturi constituționale. Lincoln, dimpotrivă, spunea că numai persoane fizice, nu statele, fuseseră rebele. În iulie 1864, Stevens a insistat ca Lincoln să promulge Legea Wade–Davis⁠(d), care îi obliga pe cel puțin jumătate din alegătorii dinainte de război să semneze un jurământ de loialitate ca precondiție ca un stat să-și redobândească statutul autonom în cadrul federației. Lincoln, care a susținut mai indulgentul plan al celor zece procente⁠(d), a amânat indefinit promulgarea⁠(d).
Stevens a votat fără tragere de inimă pentru Lincoln la convenția Partidului Național Unionist⁠(d), o coaliție comună a republicanilor cu democrații de război. El ar fi preferat să voteze pentru vice-președintele în funcție, Hannibal Hamlin, drept partener de cursă electorală pentru Lincoln în 1864, dar delegația sa a ales să folosească votul statului lor în favoarea candidatului preferat de administrație, guvernatorul militar al Tennessee-ului Andrew Johnson, un democrat al războiului, care fusese senator de Tennessee și ales guvernator. Stevens a fost dezgustat de nominalizarea lui Johnson, protestând: „nu puteți găsi un candidat pentru postul de vicepreședinte fără să vă duceți după el la naiba într-o provincie rebelă?” Stevens a făcut însă campanie pentru candidatura Lincoln-Johnson; Lincoln a fost reales președinte, și la fel și Stevens în Cameră. Atunci când, în ianuarie 1865, Congresul a aflat că Lincoln încercase negocieri de pace cu liderii Confederației⁠(d), Stevens, revoltat, a declarat că, dacă electoratul american ar putea vota din nou, ei l-ar alege pe generalul Benjamin Butler⁠(d) în locul lui Lincoln.

### Reconstrucția Prezidențială
Înainte de a părăsi orașul după ce Congresul și-a suspendat lucrările în martie 1865, Stevens l-a îndemnat pe Lincoln să pună presiune militară mare asupra Sudului, deși războiul era pe sfârșite. Lincoln i-a răspuns: „Stevens, încercăm să prindem un mistreț mare și să-l și ținem după ce-l vom fi prins. Trebuie să avem grijă să nu ne scape”. El nu avea să se mai întâlnească cu Lincoln, și a plecat doar cu „o metafora familiară, dar fără certitudinea de a-și fi lăsat măcar o urmă asupra politicii lui Lincoln.” În seara zilei de 14 aprilie 1865, Lincoln a fost asasinat de simpatizantul confederat John Wilkes Booth. Stevens nu a participat la ceremonii când trenul funerar al lui Lincoln s-a oprit în Lancaster; se spunea că este bolnav. Trefousse specula că s-ar putea să fi evitat ceremoniile din alte motive. Potrivit biografului lui Lincoln, Carl Sandburg⁠(d), Stevens ar fi stat la un pod de cale ferată și și-ar fi scos pălăria.
În mai 1865, Andrew Johnson a început ceea ce a ajuns să fie cunoscut sub numele de „Recon strucția Prezidențială”: a recunoscut un guvern provizoriu al Virginiei, condus de Francis Harrison Pierpont⁠(d), a cerut celorlalte foste state rebele să organizeze convenții constituționale, a proclamat amnistie pentru mulți sudiști și a acordat grațieri individuale altora. Johnson nu a presat statele să protejeze drepturile sclavilor eliberați, și a început imediat să contracareze politicile de reformă agrară ale Biroului pentru Eliberați. Aceste acțiuni l-au revoltat pe Stevens și pe alții care îi împărtășeau opiniile. Radicalii considerau că sclavii eliberați din Sud riscă să-și piardă libertatea economică și politică necesară pentru a susține emanciparea din sclavie. Au început să ceară vot universal masculin⁠(d) și au continuat cererile de reformă agrară.
Stevens i-a scris lui Johnson că politicile sale erau grav dăunătoare țării și că el ar trebui să solicite o ședință extraordinară a Congresului, care nu era programat să se întrunească până în decembrie. Când apelurile sale au fost ignorate, Stevens a început să discute cu alți radicali cum să se impună în fața lui Johnson, atunci când cele două camere se vor întruni. Congresul are puterea constituțională de a decide dacă cei care urmează să-i fie membrii au fost corect aleși; Stevens a cerut ca mandatul niciunui senator sau reprezentant din Sud să nu fie validat. El a susținut că statele nu trebuie readmise imediat pentru că ulterior Congresul ar fi lipsit de puterea de a impune reformele rasiale.
În septembrie, Stevens a ținut în Lancaster un discurs republicat pe scară largă în care a stabilit ce dorește pentru Sud. El a propus ca guvernul să confiște moșiile celor mai mari 70.000 de latifundiari de acolo, anume cei care dețineau mai mult de 200 acri (81 ha). Mare parte din aceste proprietăți le dorea distribuite în parcele de 40 acri (16 ha) sclavilor eliberați; alte terenuri ar fi fost folosite pentru a-i recompensa pe loialiștii din Sud și din Nord, sau pentru a satisface obligațiile guvernului. El a avertizat că, în planul președintelui, statele din sud vor trimite rebeli în Congres, care s-ar alătura democraților din Nord și lui Johnson pentru a guverna ei națiunea, anulând emanciparea.
În a doua jumătate a lui 1865, statele din sud au ținut alegeri legislative pentru Congresul federal, la care puteau participa doar albii, și la care fuseseră aleși mulți foști rebeli, cel mai vizibil vicepreședintele confederat Alexander H. Stephens⁠(d), votat ca senator de Legislativul Georgiei⁠(d). Violența împotriva afro-americanilor era ceva comun în Sud și nu era pedepsită; noile legislative au adoptat Codurile Negrilor⁠(d), prin care sclavii eliberați erau privați de majoritatea drepturilor cetățenești. Aceste acțiuni, văzute de către Nord ca o provocare, l-au consternat pe Johnson și au contribuit la întoarcerea opiniei publice din Nord împotriva președintelui. Stevens a declarat că „Acesta nu este «Guvernul albilor»! ....Să spui așa este o blasfemie politică, pentru că încalcă principiile fundamentale ale evangheliei noastre a libertății.”

### Reconstrucția condusă de Congres

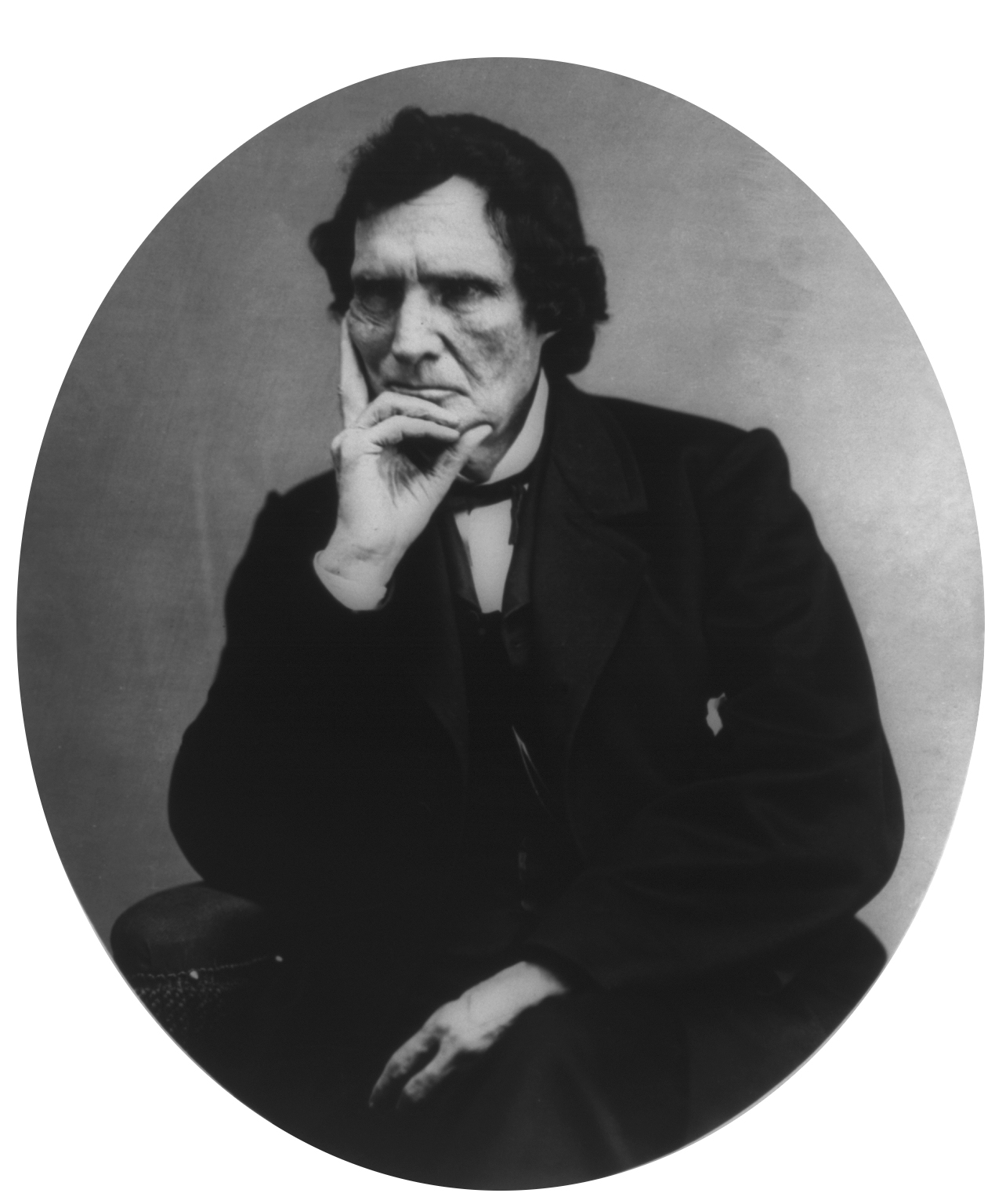
Stevens pozând gânditor

La acest moment, Stevens trecuse de șaptezeci de ani și sănătatea lui era șubredă; se deplasa doar purtat într-un scaun special. Când Congresul s-a întrunit la începutul lui decembrie 1865, Stevens a aranjat cu grefierul Camerei⁠(d) ca atunci când se face apelul de prezență, numele aleșilor din Sud să fie omise. Senatul i-a exclus și el pe aleșii din Sud. Un nou congressman, Rutherford B. Hayes din Ohio, l-a descris pe Stevens astfel: „Este radical de sus până jos, afară că, mi se spune, nu crede în spânzurătoare. Este lider.”

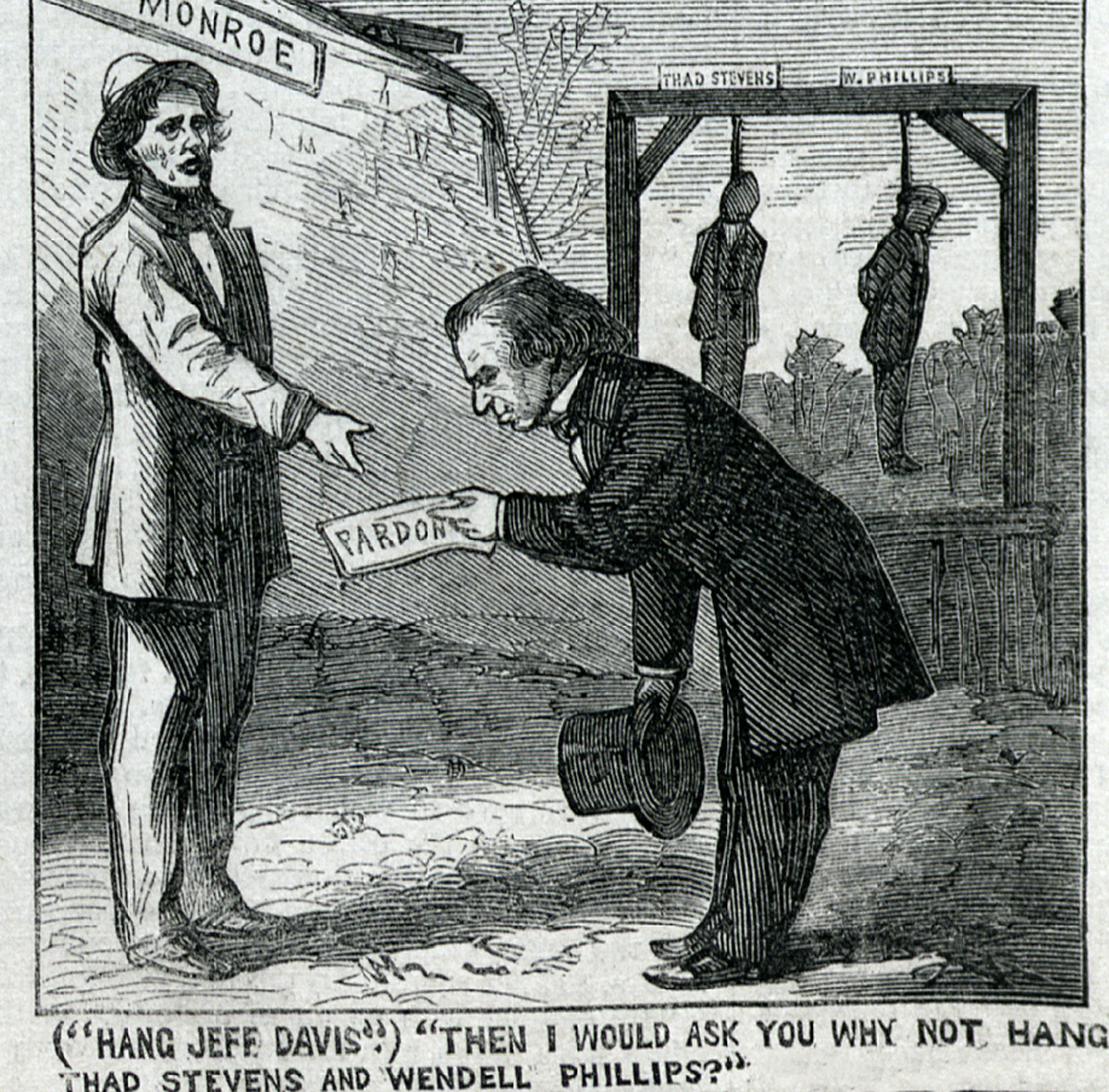
Pe baza unor schimburi de replici neinspirate între Johnson și adversarii săi în timpul turneului, această caricatură de Thomas Nast îl prezintă pe Johnson oferind lui Davis o grațiere în timp ce Stevens și sunt spânzurați în fundal.

Cum responsabilitățile președintelui Comisiei de Mijloace și Modalități au fost divizate, Stevens a preluat postul de președinte al Comisiei de Credite⁠(d), păstrând controlul asupra ordinii de zi a Camerei. Stevens s-a concentrat asupra legislației care ar asigura libertatea promisă prin al Treisprezecelea Amendament, recent ratificat. El a propus și apoi a coprezidat Comisia Mixtă pentru Reconstrucție⁠(d) împreună cu senatorul de Maine William P. Fessenden⁠(d). Acest organism, numit și „Comisia celor Cincisprezece”, a anchetat situația din Sud. Astfel, s-a aflat nu numai de violența împotriva afro-americanilor, ci și despre cea împotriva loialiștilor Uniunii, și împotriva a ceea ce sudiștii numeau „carpetbaggers”, adică nordiști care au mers în sud după restabilirea păcii. Stevens a declarat că „frații noștri credincioși din Sud, fie ei albi sau negri” au nevoie de protecție urgentă „împotriva barbarilor care acum îi omoară zi de zi”.
Comisia celor Cincisprezece a început să analizeze ceea ce avea să devină al Paisprezecelea Amendament. Stevens a început elaborarea unor prime versiuni în decembrie 1865, chiar înainte de formarea Comisiei. În ianuarie 1866, o subcomisie din care făceau parte Stevens și John Bingham⁠(d) a propus două amendamente: unul dădea Congresului puterea absolută de a asigura egalitatea în drepturi și privilegii, și protecție pentru toți cetățenii; alta anula explicit toate legile discriminatorii pe criteriul de rasă. Stevens credea că Declarația de Independență și Legile Organice⁠(d) deja obligau guvernul federal la aceste principii, dar că este necesar un amendament pentru a permite aplicarea legii împotriva discriminării la nivelul statelor. Rezoluția care prevede ceea ce aveasă devină al Paisprezecelea Amendament a fost modificată pe larg în Congres; în timpul dezbaterii finale, Stevens a declarat că modificările făcute îi spulberă visul de o viață de egalitate pentru toți americanii. Cu toate acestea, declarând că el a trăit printre oameni, nu îngeri, a sprijinit adoptarea amendamentului de compromis. Totuși, Stevens a spus în Cameră: „Patruzeci de acri de teren și o colibă ar fi mai valoroase pentru [afro-americani] decât dreptul imediat de vot.”
Când senatorul de Illinois Lyman Trumbull⁠(d) a propus o lege de reautorizare și extindere a Biroului pentru Eliberați⁠(d), Stevens a numit propunerea „jaf”, pentru că nu includea suficiente prevederi pentru reforma agrară și nu proteja proprietatea refugiaților dată prin ocupația militară a Sudului⁠(d). Johnson a respins proiectul, oricum, declarând Biroul pentru Eliberați  neconstituțional și deplângând costurile sale—Congresul nu achiziționase niciodată terenuri, nu înființase școli, și nu acordase ajutor financiar „oamenilor noștri”. Congresul a fost în imposibilitatea de a trece peste vetoul lui Johnson în februarie, dar cinci luni mai târziu, a adoptat un proiect de lege similar. Stevens a criticat adoptarea Legea Locuințelor din Sud din 1866⁠(d) argumentând că terenul de calitate scăzută pus la dispoziție nu ar conduce la o creștere economică reală pentru familiile negre.
Congresul a anulat un veto al lui Johnson adoptând Legea Drepturilor Civile din 1866⁠(d) (introdusă tot de Trumbull), acordând afro-americanilor cetățenie și egalitate în fața legii, și interzicând orice acțiune a unui stat în sens contrar. Johnson a lărgit și mai mult prăpastia dintre el și Congres atunci când i-a acuzat pe Stevens, pe  Sumner, și pe Wendell Phillips⁠(d) de încercarea de a distruge guvernul.
După ce Congresul a fost suspendat în luna iulie, a început campania electorală pentru alegerile din toamnă. Johnson a pornit într-o călătorie cu trenul, numită „Swing Around the Circle⁠(d)", care i-a câștigat puțini susținători; certurile sale cu provocatorii au fost văzute ca nedemne. El i-a atacat pe Stevens și pe alți radicali în acest turneu. Stevens a militat pentru măsuri ferme împotriva Sudului, cu poziția întărită de violențele din Memphis⁠(d) și New Orleans⁠(d), unde afro-americani și albi unioniști fuseseră atacați de gloate, și chiar de poliție. Stevens a fost votat din nou în Congres de către alegătorii săi; republicanii aveau o majoritate de două treimi în ambele camere ale următorului Congres.

### Reconstrucția radicală
În ianuarie 1867, Stevens a introdus o propunere legislativă⁠(d) de împărțire a Sudului în cinci districte, fiecare comandat de un general de armată împuternicit să treacă peste deciziile autorităților civile. Acești ofițeri urmau să supravegheze alegerile la care toți bărbații, indiferent de rasă, aveau drept de vot, cu excepția celor care nu puteau depune un jurământ de fidelitate în trecut⁠(d)—majoritatea sudiștilor albi nu puteau. Statele urmau să scrie noi constituții (sub rezerva aprobării de către Congres) și să organizeze alegeri pentru oficialii statului. Numai dacă un stat ratifica al Paisprezecelea Amendament, delegația lui putea fi primită în Congres. Sistemul a dat putere unei coaliții republicane de sclavi eliberați (mobilizați de Liga Uniunii⁠(d)), carpetbaggers și sudiști unioniști (ultimii numiți scalawags foștii rebeli indignați), în cele mai multe state din sud. Aceste state au ratificat al Paisprezecelea Amendament, care a devenit parte a Constituției la mijlocul lui 1868.
Stevens a propus o Lege a Titularizării Funcției⁠(d), restricționând concedierea de către Johnson a oficialilor confirmați de Senat fără consimțământul acestui organism. Legea era ambiguă, deoarece putea fi interpretată a proteja funcționarii numai în timpul mandatului președintelui care îi numise, și majoritatea celor pe care radicalii încercau să-i protejeze fuseseră numiți de către Lincoln. Printre aceștia, cel mai important era secretarul de război Edwin Stanton, el însuși radical.
Stevens a condus prin Cameră un proiect de lege care acorda drepturi afro-americanilor din Districtul Columbia; Senatul l-a adoptat în 1867, și a fost adoptat peste vetoul lui Johnson. Congresul reducea dimensiunile Armatei pe timp de pace; Stevens a oferit un amendament, care a devenit parte a proiectului de lege așa cum a fost el adoptat, de a avea două regimente de cavalerie formate din afro-americani. Solicitudinea lui față de afro-americani se extindea și la amerindieni; Stevens a reușit să obțină respingerea unui proiect de lege prin care rezervațiile urmau să fie puse sub autoritatea statelor, arătând că indigenii americani fuseseră de multe ori abuzați de către state. Ca expansionist, el sprijinea căile ferate. A adăugat o prevedere în Legea Căii Ferate [Transcontinentale] a Pacificului prin care obliga companiile feroviare implicate să cumpare fier „de fabricație americană” de calitatea oferită la cel mai mare preț. Deși a încercat să protejeze producătorii, cu taxe vamale ridicate, el a încercat, fără succes, și să obțină un proiect de lege pentru protejarea forței de muncă cu ziua de muncă de opt ore în Districtul Columbia. Stevens a susținut un proiect de lege care mărea salariile bugetarilor; acesta nu a fost adoptat.

## Punerea sub acuzare a președintelui

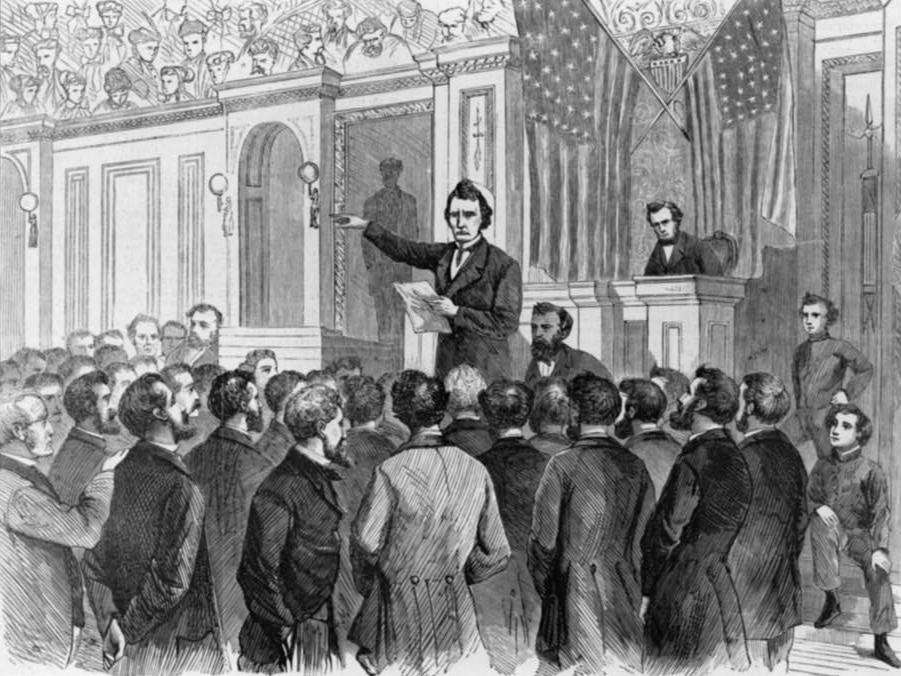
Gravură în lemn din ' cu ultima sa cuvântare din Cameră

Noul Congres⁠(d), convocat la 4 martie 1867, nu a fost la fel de agresiv în opoziția față de Johnson pe cât spera Stevens. El și-a suspendat rapid lucrările până în luna iulie, deși Comisia Juridică a rămas să organizeze audieri pe tema punerii sub acuzare (impeachment) a președintelui. Stevens susținea ferm impeachmentul, dar alții erau mai puțin entuziaști după ce Senatul îl alesese pe senatorul de Ohio Benjamin Wade⁠(d) ca președinte pro tempore⁠(d), practic următorul în linie la președinție în absența unui vicepreședinte. Wade era un radical care sprijinea redistribuirea avuției; un discurs de-al lui din Kansas l-a impresionat atât de mult pe Karl Marx, care l-a amintit în prima ediție în germană a cărții Das Kapital. Susținător și al dreptului femeilor la vot, Wade nu se bucura de prea multă încredere pentru opiniile sale; perspectiva succesiunii acestuia i-a făcut să ezite pe unii susținători ai demiterii lui Johnson. Stevens a sprijinit însă puternic îndepărtarea Președintelui, și atunci când Comisia Juridică nu a reușit să dea un raport, el a încercat să păstreze Congresul în sesiune până când aceasta convenea asupra unuia. În ciuda opoziției față de liderul său, Stevens a colaborat cu administrația în chestiuni susținute de ambele părți; a obținut o alocare bugetară pentru achiziționarea Alaskăi și a cerut secretarului de stat Seward să caute și alte teritorii în care să să se extindă.
Mare parte din cabinetul lui Johnson îl susținea pe președinte, dar secretarul de război Stanton nu. Acesta a colaborat cu generalul Armatei⁠(d), eroul de război Ulysses S. Grant, să submineze politicile de Reconstrucție ale lui Johnson. Johnson s-a supus legilor adoptate de Congres, uneori peste vetoul său, deși de multe ori el le-a interpretat în contrar spiritului lor. După ce Stanton a refuzat cererea lui Johnson de a demisiona în august 1867, Johnson l-a suspendat pe Stanton, așa cum îi permitea Legea Titularizării Funcțiilor, și l-a pus pe generalul Grant secretarul de război interimar. La alegerile din acel an, republicanii au făcut campanie pe tema dreptului la vot al afro-americanilor, dar s-au confruntat cu o migrație a alegătorilor către democrați, care se opuneau. Deși nu era în joc în mod direct niciun loc din Congres, alegătorii din Ohio au respins un referendum pe tema dreptului la vot al negrilor și au ales o majoritate democrată în legislativ⁠(d), ceea ce însemna că Wade, al cărui mandat expira în 1869, nu mai avea să fie reales.
Atunci când Congresul s-a întrunit din nou, în decembrie, deși Comisia Juridică a votat 5-4 pentru impeachment, plenul Camerei a votat împotrivă. Pe 13 ianuarie 1868, Senatul a anulat suspendarea lui Stanton de către Johnson. Grant a demisionat din funcția de ministru de război, și Stanton și-a revendicat locul. Pe 21 februarie însă președintele l-a demis Stanton, numindu-l în locul lui pe generalul Lorenzo Thomas⁠(d)—deși Stanton s-a baricadat în biroul său. Aceste acțiuni au provocat o mare agitație la Washington, și în Camera Reprezentanților, Stevens a mers de la grup la grup în plen, repetând, „nu v-am spus eu? La ce bun moderația voastră? Dacă nu omori fiara, te omoară ea pe tine.” Stevens a încheiat dezbaterea privind o nouă rezoluție de impeachment pe 24 februarie, însă din cauza stării precare de sănătate, nu și-a putut ține discursul și i l-a dat grefierului să-l citească cu voce tare. El îl acuza pe Johnson de uzurparea puteri altor ramuri ale guvernului, și de ignorarea voinței poporului. El nu a negat că punerea sub acuzare este o acțiune politică, dar a spus că „acesta nu trebuie să fie triumful vremelnic al vreunui partid politic, ci să reziste prin consecințe, până când întregul continent fie va fi umplut cu un popor liber și nestăvilit, fie va ajunge un cuib de sclavi speriați.” Camera a votat 126-47 pentru punerea sub acuzare a președintelui.
Stevens a condus delegația membrilor Camerei trimisă a doua zi să informeze Senatul de punerea sub acuzare, deși el a trebuit să fie dus de pe brațe cu scaunul de ajutoarele lui. Ales membru al comisiei însărcinate cu redactarea articolelor de acuzare, boala i-a limitat implicarea. Cu toate acestea, nemulțumit de articolele propuse de comisie, Stevens a sugerat unul suplimentar, care avea să devină Articolul XI. Acesta întemeia diversele acuzații pe declarații făcute de Johnson prin care nega legitimitatea Congresului ca urmare a excluderii statelor din Sud, și declara că Johnson a încercat să se sustragă de la respectarea Legilor Reconstrucției. Stevens a fost unul dintre procurorii aleși de către Cameră să prezinte cazul la judecată. Deși Stevens era prea bolnav pentru a apărea în Senat pe 3 martie, atunci când acuzatorii au cerut convocarea lui Johnson (președintele era reprezentat doar de avocații săi), el a fost acolo zece zile mai târziu, când convocarea a fost returnabilă. New York Herald⁠(d) l-a descris ca având o „paloare cadaverică, și buze cu spasme rigide ... o apariție stranie și nepământeană—o arătare întoarsă din mormânt ... întruchiparea vie a fanatismului, fără o singură sclipire de dreptate sau milostenie ... răzbunător Nemesis al partidului său—jurat și implacabil dușman al Executivului națiunii”.

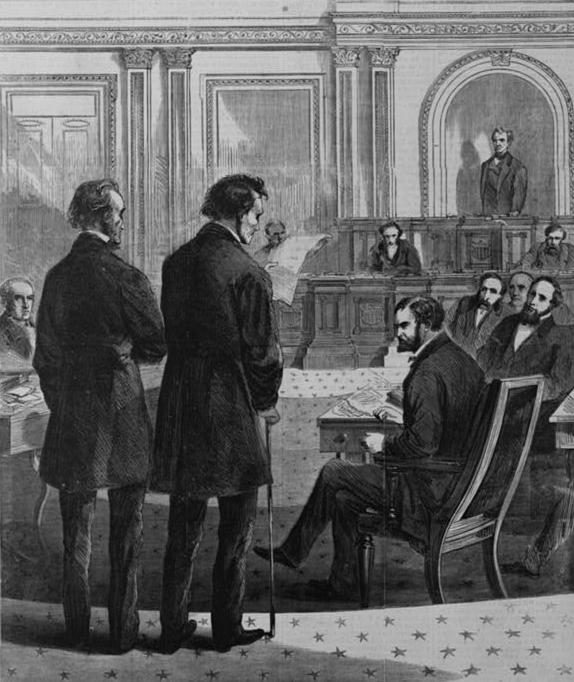
Stevens (dreapta) și anunță în mod oficial senatul de impeachmentul lui Johnson. Din '.

Din ce în ce mai bolnav, Stevens a luat parte la judecata președintelui, la care acuzator principal a fost reprezentantul de Massachusetts Benjamin F. Butler⁠(d). Stevens s-a hrănit în timpul lucrărilor Senatului cu ouă crude și terrapin⁠(d), vin de Porto și coniac. El a vorbit doar de două ori înainte de a ține pledoaria finală în numele acuzatorilor din Cameră la 27 aprilie. Vocea îi slăbea pe măsură ce vorbea, și în cele din urmă l-a lăsat pe Butler să citească a doua jumătate a discursului său. Stevens s-a axat pe Articolul XI, luând poziția că Johnson poate fi demis din funcție pentru infracțiuni politice; nu era obligatoriu ca acuzatul să fi comis o infracțiune împotriva legii. Președintele, care jurase să respecte cu credință legile, încălcase intenționat Legea Titularizării în Funcție după ce Senatul a refuzat să susțină îndepărtarea lui Stanton, „și acum această progenitură a asasinatului se îndreaptă împotriva Senatului care ... l-a mustrat constituțional, răspunzându-i cu sfidare. Cum poate el să scape de răzbunarea legii?”
Majoritatea radicalilor erau convinși că Johnson va fi condamnat și demis. Stevens nu era deloc sigur de rezultat, întrucât președintele Curții Supreme Chase (fostul secretar al Trezoreriei) a luat hotărâri care favorizaseră apărarea, și el nu avea mare încredere că republicanii vor rămâne uniți. Pe 11 mai, Senatul s-a întrunit în ședință secretă, și senatorii au ținut discursuri în care explicau cum intenționează să voteze. S-au opus toți democrații, dar și un număr neașteptat de mare de republicani, care favorizau achitarea pentru unele sau pentru toate articolele. La numărarea voturilor, acuzatorii au înțeles că cea mai bună șansă de a obține cele două treimi necesare pentru condamnare era pe articolul propus de Stevens, Articolul XI, și când Senatul s-a întrunit să dea verdictul, au programat ca acesta să fie votat primul. Suspansul a fost rupt atunci când senatorul de Kansas Edmund G. Ross⁠(d), a cărui poziție era incertă, a votat pentru achitare. Aceasta a însemnat că, cu voturile celor care au rămas, președintele nu avea să fie condamnat pe acel articol. Articolul a picat la vot, cu 35 de voturi pentru și 19 împotrivă. În speranța că o amânare ar aduce un rezultat diferit, republicanii din Senat au suspendat lucrările pentru zece zile. Stevens a fost dus din Senat în scaunul său—un observator îl descria ca fiind „negru de furie și dezamăgire”—și când cei din afara au vociferat pe tema rezultatului, Stevens a strigat: „țara merge la diavol!”

## Ultimele luni și moartea

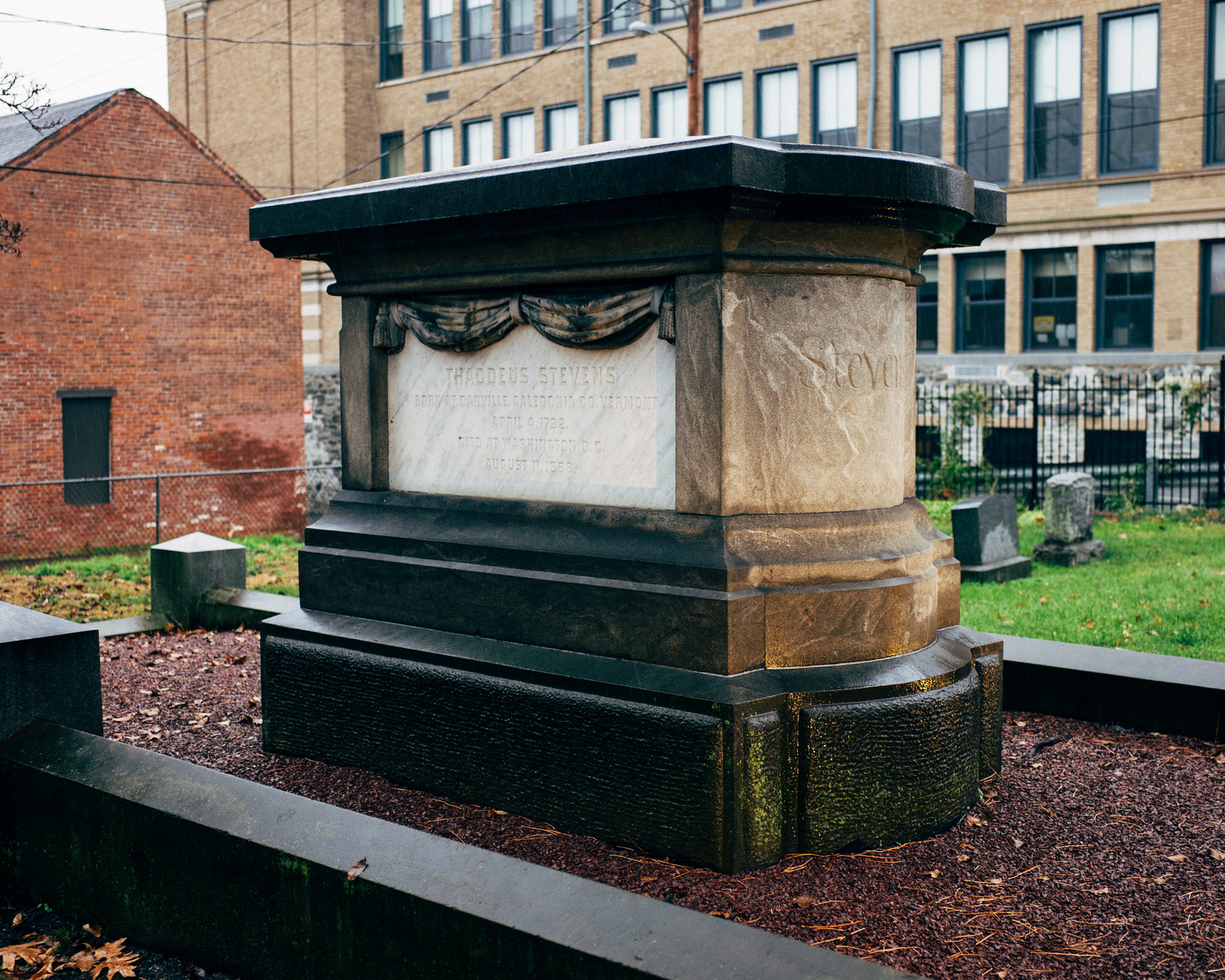
Mormântul lui Stevens din Lancaster

În timpul pauzei ședinței de judecare a președintelui, republicanii s-au întrunit în convenție⁠(d) la Chicago și l-au nominalizat pe Grant pentru candidatura prezidențială. Stevens nu a participat, și a fost consternat de excluderea dreptului afro-americanilor la vot din platforma partidului⁠(d) din cauza scăderii influenței radicalilor în Partidul Republican. Când Senatul și-a reluat lucrările, a respins Articolele II și III cu aceeași marjă de 35-19 ca și mai înainte, și Chase l-a declarat pe președinte achitat. Stevens nu a renunțat la ideea de a-l înlătura pe Johnson; în iulie, el a invocat mai multe articole de punere sub acuzare (Camera a refuzat să le adopte). A propus un proiect de lege care să împartă Texasul în mai multe părți, pentru a obține senatori suplimentari care să voteze demiterea lui Johnson. Propunerea a fost respinsă; Herald afirma: „este lamentabil să-l vezi pe acest om bătrân, cu un picior în groapă, ținându-se de președinte cu atâta sete de răzbunare.” Cu toate acestea, Stevens dorea să reviziteze chestiunea punerii sub acuzare atunci când Congresul se întrunea din nou la sfârșitul anului 1868.

Brodie a sugerat că ura lui Stevens pentru Johnson era singurul lucru care-l împiedica să cadă în disperare, conștient de continuarea violențelor în Sud, unele dintre care erau comise de Ku Klux Klan. Mai multe dintre statele din sud fuseseră deja reprimite, și crimele și intimidările i-au ajutat pe democrații de acolo să restabilească supremația albilor. Cum republicanii nu doreau să îmbrățișeze dreptul la vot pentru negri în platforma lor, iar democrații se opuneau pe față ideii, Stevens se temea că o victorie a democraților la alegerile din 1868 ar putea chiar aduce înapoi sclavia. El i-a spus colegului său politician din Pennsylvania, Alexander McClure⁠(d): „viața mea a fost un eșec. Cu toată această mare luptă de ani la Washington, și cu tot temătorul sacrificiu de viață și de avuție, nu văd mari speranțe pentru republică.” El se mândrea însă, în continuare, cu rolul său în stabilirea educației publice gratuite în Pennsylvania. Când a fost intervievat de un reporter care dorea să afle povestea vieții lui, Stevens a răspuns: „nu am nicio poveste. Regretul meu de o viață este că am trăit atât de mult și atât de inutil.” Cu toate acestea, în ultimul său discurs formal din Cameră, Stevens a declarat că „omul încă este josnic. Dar s-au făcut în ultima vreme pași atât de mari în direcția bună, încât patriotul are dreptul să aibă curaj.”
Mă odihnesc în acest loc tăcut și retras

Nu din vreo preferință naturală pentru singurătate

Ci, găsind că alte cimitire sunt limitate după rasă

de regulamente

L-am ales pe acestea ca să ilustreze

în moartea mea

Principiile ce le-am spărat

în toată lunga mea viață;

EGALITATEA OAMENILOR ÎN FAȚA CREATORULUI LOR
Când Congresul a fost suspendat la sfârșitul lunii iulie, Stevens a rămas în Washington, prea bolnav pentru a reveni în Pennsylvania. Stevens avea dureri de la bolile de stomac, avea picioarele umflate, și hidropizie. La începutul lunii august, nu mai putea ieși din casă. El a mai primit vizitatori, și i-a prezis corect prietenului și fostului său student Simon Stevens (fără legătură de rudenie), că Grant va câștiga alegerile. În după-amiaza zilei de 11 august, medicul l-a avertizat că s-ar putea să nu supraviețuiască nopții. Vechea sa menajeră și tovarășă, Lydia Hamilton Smith, nepotul lui, Thaddeus, și alți prieteni s-au adunat la căpătâiul său. Doi pastori negri au venit să se roage, spunându-i că toți confrații lor se roagă pentru el. A supt gheață pentru a încerca să-și calmeze dureile; cu ultimele lui cuvinte, a mai cerut gheață. Thaddeus Stevens a murit în noaptea de 11 august 1868, la primele ore.
Președintele Johnson nu a emis nicio declarație după moartea dușmanului său. Ziarele au reacționat, în general, de-a lungul liniilor partizane, deși uneori amestecate. Detroit Post a declarat că „dacă o moarte încoronat cu nobili lauri, și ... asigurat de respectul lumii ... este un sfârșit demn de ambiția unei vieți petrecute bine, atunci veteranul radical poate odihni cu cei mai nobili dintre părinți un somn al bunei mulțumiri”. New York Times a declarat că Stevens „a discernut oportunitatea emancipării, și a cerut-o cu mult înainte ca Dl. Lincoln să emită proclamația”, dar că, după război, „pe subiectul Reconstrucției, atunci, Dl. Stevens trebuie să fie considerat Geniul Rău al Partidului Republican”. Planter's Banner din Franklin, Louisiana a exultat: „rugăciunile celor drepți au scăpat Congresul de blestem! Fie ca ... focurile noului său ceaun să nu se stingă niciodată!”

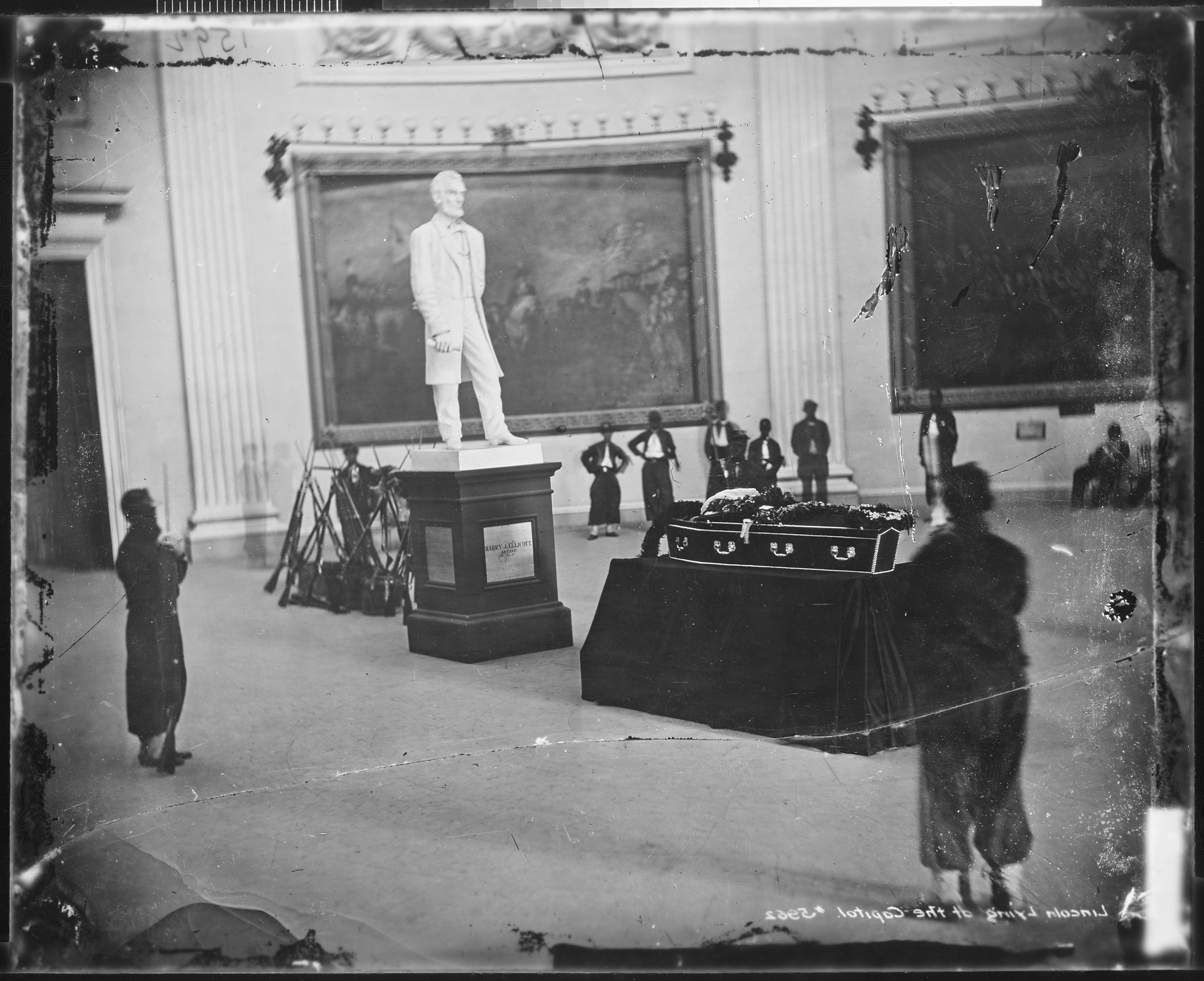
Sicriul lui Stevens depus în Rotonda Capitoliului, păzit de soldați negri.

Trupul lui Stevens a fost dis din casa lui la Capitoliu pe brațele unor albi și afro-americani împreună. Mii de persoane îndoliate, de ambele rase, au trecut pe lângă sicriul lui depus în Rotondă; Stevens a fost al treilea om, după Clay și Lincoln, care au avut această onoare. Garda de onoare⁠(d) a fost formată din soldați afro-americani. După o slujbă ținută acolo, trupul său a fost dus cu trenul funerar la Lancaster, oraș drapată în doliu pentru înmormântare. Stevens a fost înmormântat în Cimitirul Shreiner (astăzi Shreiner-Concord); acesta permitea înmormântarea oamenilor de toate rasele, deși la momentul înmormântării lui Stevens, un singur afro-american fusese înhumat acolo. Oamenii din districtul său l-au repropus ca membru al Congresului, și l-au ales fostul său student, Oliver James Dickey⁠(d) ca succesor al lui. Când Congresul s-a întrunit în decembrie 1868, a existat o serie de discursuri de omagiu pentru Stevens; ele au fost apoi culese sub formă de carte.

## Viața personală
Stevens nu s-a căsătorit niciodată, dar au existat zvonuri despre o relație de 20 de ani (1848–1868) cu menajera sa văduvă, Lydia Hamilton Smith⁠(d) (1813–1884). Ea era o afro-americană cu pielea mai deschisă la culoare; soțul ei, Jacob, și cel puțin unul din copiii ei erau mult mai negri decât ea.

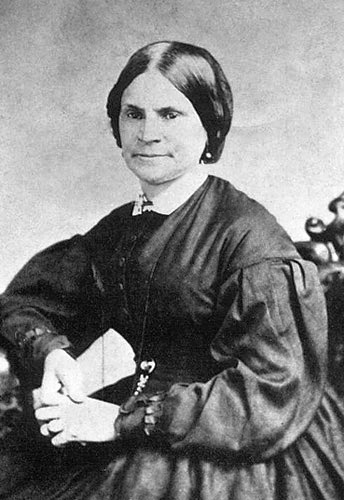
Lydia Hamilton Smith

Nu se știe dacă relația Stevens-Smith a fost de natură romantică. Presa democrată, mai ales cea din Sud, presupunea că așa este, și atunci când el a adus-o pe doamna Smith la Washington în 1859, unde ea îi administra casa, el nu a făcut nimic să le oprească insinuările. În singura scurtă scrisoare de la Stevens către ea, care s-a păstrat, Stevens i se adresa ca „D-na Lydia Smith”. Stevens insista ca nepoatele și nepoții lui să i se adreseze ca „Doamna Smith”, o formulare respectuoasă față de un slujitor afro-american care era aproape nemaiauzită la acea vreme. Ei s-au conformat în scrisorile ulterioare păstrate până astăzi, rugându-l călduros pe Stevens să o aducă cu el când vine în vizita următoare.
Ca dovadă că relația lor era de natură sexuală, Brodie a subliniat o scrisoare din 1868 în care Stevens se compară cu Richard M. Johnson, vicepreședintele în timpul mandatului lui Martin Van Buren, care nu ascundea că trăia cu mai multe sclave afro-americane ca amante. Johnson a fost ales, chiar dacă acest lucru a devenit cunoscut în campania din 1836, fapt pe care Stevens îl observa, exprimându-și amărăciunea pentru incapacitatea lui de a câștiga alegerile pentru Senat ținute în legislativul statului sau de a-și asigura o funcție în guvern.
Când Stevens a murit, Smith a fost la căpătâiul lui, împreună cu prietenul său Simon Stevens, nepotul Thaddeus Stevens Jr., două călugărițe afro-americane, și mai multe alte persoane. Conform testamentului lui Stevens, Smith avea dreptul de a alege între o plată unică de 5.000 de dolari sau o indemnizație anuală de 500 de dolari; ei i se permitea și să ia cu ea orice mobilă din casa lui. Cu moștenirea, ea a cumpărat casa lui Stevens, unde a trăit timp de mai mulți ani. Romano-catolică, ea a ales să fie înmormântată într-un cimitir catolic, nu lângă Stevens, deși a lăsat bani pentru întreținerea mormântului lui.
Stevens a preluat custodia celor doi nepoți mai tineri, Thaddeus (adesea numit „Thaddeus Jr.”) și Alanson Joshua Stevens, după ce părinții acestora au murit în Vermont. Alanson a fost trimis să lucreze la afacerea lui Stevens, Caledonia Forge, Thaddeus Jr. a fost exmatriculat de la Dartmouth, deși ulterior a absolvit și a fost luată de unchiul său la cabinetul de avocatură. Alanson a ajuns în timpul Războiului Civil la rang de căpitan și a comandatt unitatea de artilerie de câmp⁠(d) a voluntarilor din Pennsylvania⁠(d)  și a murit în luptă la Chickamauga. După moartea lui Alanson, unchiul său și-a folosit influența pentru a-l face pe Thaddeus Jr. provost marshall de Lancaster.

## Locuri memoriale

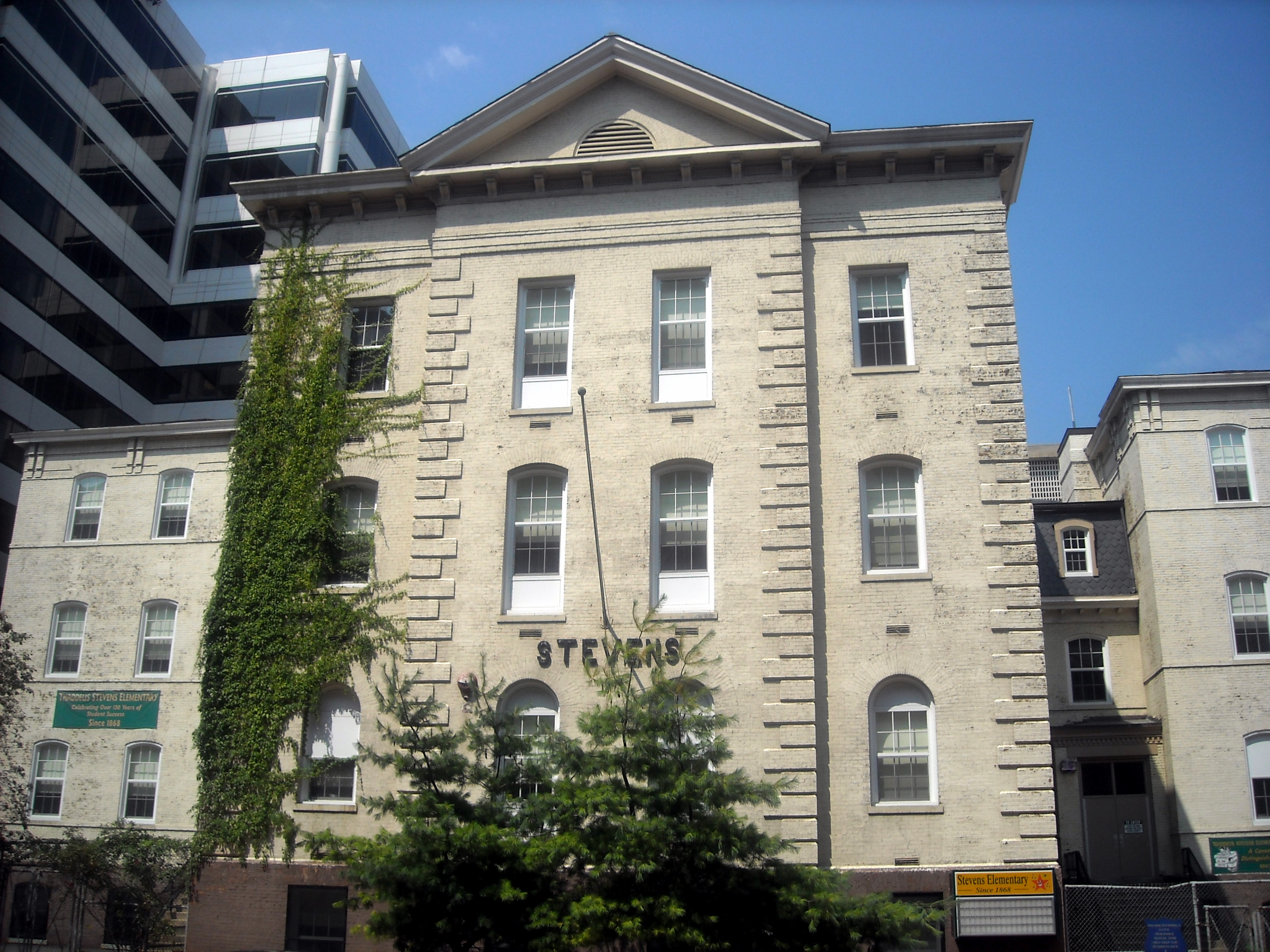
denumită și „Școala Elementară Thaddeus Stevens”, situată în 1050 21st Street, NW în Washington, DC. Clădirea a fost adăugată în în 1980.

Clădirile asociate cu Stevens și cu Smith în Lancaster sunt în curs de renovare de către societatea istorică locală LancasterHistory.org. În testamentul său, Stevens a lăsat moștenire mai multe bunuri, mare parte din proprietățile sale rămânând nepotului său Thaddeus Jr., cu condiția ca el să se abțină de la alcool. Dacă el nu se conforma, moștenirea avea să meargă pentru înființarea unui orfelinat în Lancaster, care să fie deschis tuturor raselor și naționalităților, fără discriminare. A urmat o luptă juridică pentru bunurile sale, și abia în 1894, instanțele de judecată au soluționat problema, acordând 50.000 de dolari pentru fondarea orfelinatului. Școala aceea este astăzi Colegiul Tehnologic Thaddeus Stevens⁠(d) din Lancaster.
Printre alte școli numite după Stevens, Thaddeus Stevens Elementary School⁠(d) din Washington, D.C. a fost înființată în 1868 ca prima școală pentru copiii afro-americani de acolo. Ea a rămas segregată în primii 86 de ani de existență. În 1977, Amy Carter⁠(d), fiica președintelui Jimmy Carter, un georgian, a fost înscrisă acolo, fiind primul copil al unui președinte în funcție care a mers la o școală publică în aproape 70 de ani.

## Evaluarea istorică și populară
După cum s-a exprimat biograful lui Stevens Richard N. Current, „pentru a afla ce anume îl motiva pe om, istoricul va avea nevoie de ajutorul combinat a doi experți din afara profesiei—un psihanalist și un spiritualist.” Viziunea istoricilor asupra lui Thaddeus Stevens a fluctuat puternic într-un secol și jumătate scurse de la moartea lui, în general într-o manieră inversă față de cum era văzut Andrew Johnson. Toate operele biografice despre Stevens au fost scrise de oameni care îl cunoșteau, și reflectau opiniile acestora. Biografiile de la începutul secolului al XX-lea, cum ar fi cea a lui Samuel Walker McCall⁠(d) din 1899 și cea a lui James Albert Woodburn din 1913, îl prezentau pe Stevens într-o lumină favorabilă, ca un om sincer, motivat de principii. Istoricul afro-american timpuriu W. E. B. Du Bois⁠(d) l-a numit pe Stevens „un lider al oamenilor de rând” și „foarte încrezător în democrație, atât în politică, cât și în industrie”. Istoricul James Ford Rhodes⁠(d), laureat al premiului Pulitzer, susține că, deși nutrea o „profundă simpatie” pentru afro-americani „venită direct din inimă”, Stevens a dat dovadă și de „virulență față de Sud” și era „încrâncenat și răzbunător”. Această imagine a unui Stevens răzbunător a apărut în timpul Reconstrucției și a persistat până adânc în secolul al XX-lea.

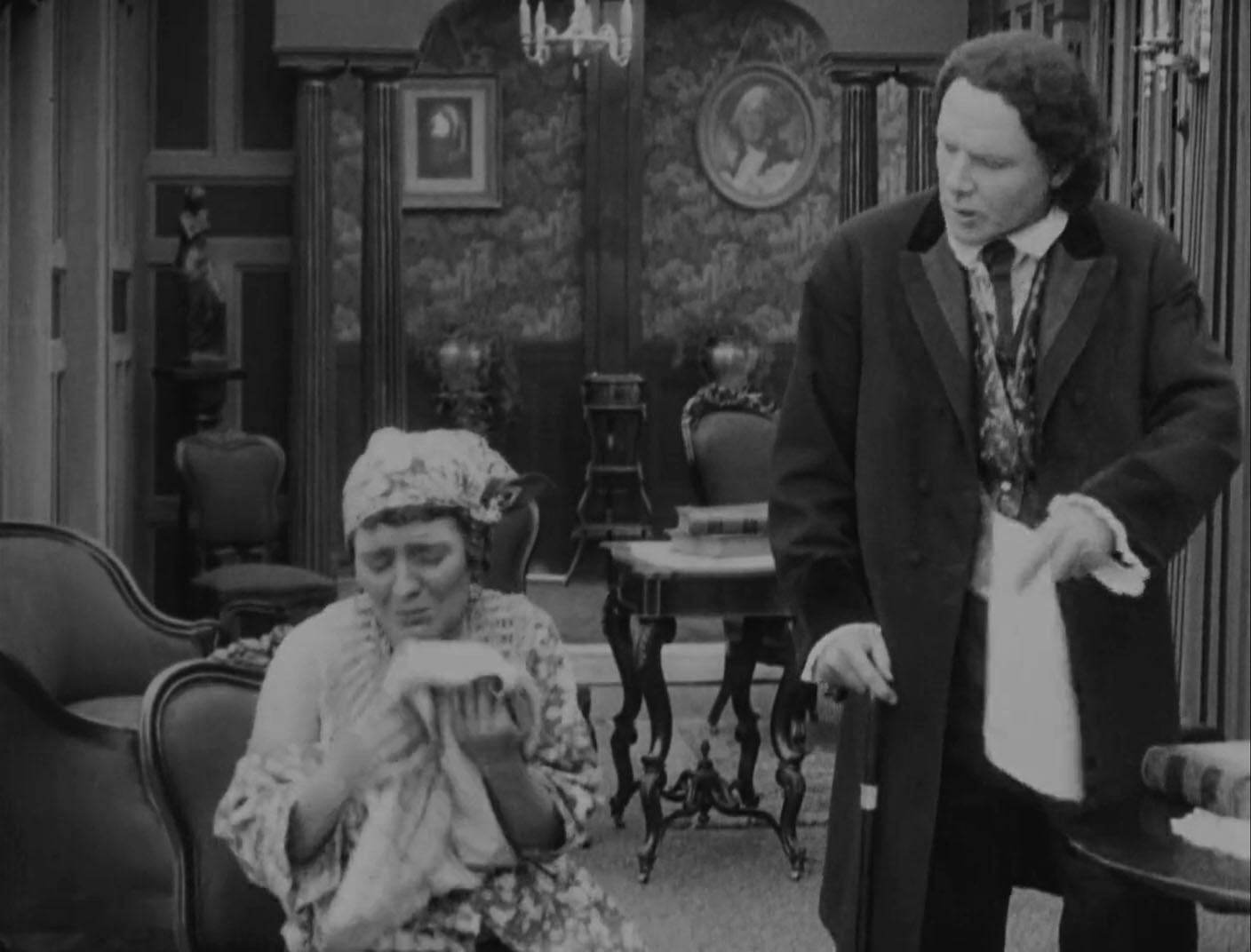
în rolul lui Austin Stoneman și în rolul Lydiei Brown în Nașterea unei națiuni, 1915

Odată cu apariția viziunii Școlii Dunning⁠(d) asupra Reconstrucției, după 1900, Stevens a continuat să fie perceput negativ, și, în general, considerat a fi motivat de ură. Acești istorici, în frunte cu William Archibald Dunning⁠(d), susțineau că Reconstrucția a fost o oportunitate pentru politicienii radicali, motivați de rea-voință față de Sud, să distrugă puținul din viața și demnitatea Sudului care îi fusese lăsat de război. Dunning însuși îl considera pe Stevens „brutal, răzbunător, și cinic”. Paul Lloyd Stryker⁠(d), care a scris o biografie foarte favorabilă a lui Johnson în 1929, l-a etichetat pe Stevens ca un „bătrân îngrozitor ... pregătindu-se cu viclenie să sugrume trupul frânt și sângerând al Sudului” și care credea că ar fi „un lucru frumos” să vadă „oamenii albi, mai ales la femeile albe din Sud, zbătându-se sub dominarea negrilor.” În 1915, a fost lansat filmul lui D. W. Griffith Nașterea unei națiuni,care conține viciosul personaj, congressmanul Austin Stoneman, care semăna cu Stevens de la peruca care îi venea prost, la șchiopătat și la iubita afro-americană, pe nume Lydia Brown. Această prezentare populară a întărit și revigorat prejudecățile publice față de Stevens. Potrivit lui Foner, „în timp ce istoricii exaltau mărinimia lui Lincoln și Andrew Johnson, Stevens a ajuns să simbolizeze răutatea, dorința de răzbunare și ura irațională a Nordului față de Sud.” Foarte popularul istoric James Lattig Adams⁠(d) îl descria pe Stevens ca fiind „probabil cel mai josnic, răuvoitor, și deformat moral personaj care a ajuns la mare putere în America.”
Istoricii care au scris biografii ale lui Stevens în anii 1930 au căutat să se îndepărteze de acest punct de vedere, căutând să-l reabiliteze pe el și cariera lui politică. Thomas F. Woodley scria despre Stevens, în 1937 și, în timp ce operele lui prezintă admirația față de Stevens, el punea totuși înverșunarea lui Stevens pe seama piciorului strâmb. Alphonse Miller, în biografia din 1939, consemna că fostul congresman era motivat de dorința de dreptate. Ambii erau convinși că recentele cărți nu-l trataseră corect. Opera din 1942 a lui Richard Current reflecta istoriografia Beardiană⁠(d) de atunci, care vedea toată istoria americană, inclusiv Reconstrucția, ca o luptă în trei între forțele economice ale industriașilor din Nord-est (reprezentată de Stevens), plantatorilor din Sud, și fermierilor din Vestul Mijlociu. Current susținea că Stevens era motivat în politicile sale de Reconstrucție de ambițiile frustrate și de dorința de a utiliza funcția sa politică pentru a promova capitalismul industrial și a favoriza Partidul Republican. El a concluzionat că, în ciuda opiniilor egalitariste, el de fapt a promovat inegalitatea, pentru că „nimeni nu a făcut mai mult decât el pentru a aduce Epoca Marilor Afaceri, cu concentrația ei de avere.”
Cu biografia lui Stevens de Ralph Korngold din 1955, școala de istorici neoabolitionistă⁠(d) a început să analizeze viața fostului congresman. Acești profesori respingeau vederile anterioare că cei care au plecat spre Sud pentru a-i ajuta pe afro-americani după război erau niște „canalii de carpetbaggers” care fuseseră învinși de niște „sfinți salvatori”. În schimb, ei îi aplaudau pe cei care au căutat să pună capăt sclaviei și să promoveze drepturile cetățenești, și îl criticau aspru pe Johnson pentru obstrucționismul lui. Aceștia erau de părere că afro-americanii jucau un rol central pentru Reconstrucție și că singurele lucruri în neregulă cu programul Congresului a fost că el nu a mers destul de departe și că s-a oprit prea repede. Biografia lui Stevens de Brodie din 1959 aparține acestei școli. Controversată în concluziile sale ca o psihobiografie⁠(d), ea constata că Stevens a fost un „defavorizat absolut care se identifica cu cei oprimați” și a cărui inteligență i-a adus succesul, în timp ce conștiința handicapului său motor i-a întârziat dezvoltarea socială. Potrivit lui Brodie, aceasta l-a făcut să nu dorească să se căsătorească cu o femeie de statut social egal cu al lui.
Istoricii de după Brodie a continuat să dezvolte ideea lui Stevens ca dictator răzbunător, care a dominat Congresul ca să-și facă voia. În 1960, Eric McKitrick⁠(d) l-a prezentat pe Stevens ca „un pitoresc și iscusit politician, dar unul limitat” a cărui carieră a fost „o lungă secvență comică de mașinațiuni diavolești care, una după alta, i-au explodat în față.” De la mijlocul anilor 1970 incoace, Foner a susținut că rolul lui Stevens a fost trasarea poziției radicale, dar evenimentele, și nu Stevens, au făcut ca republicanii să-l sprijine. Michael Les Benedict⁠(d) a sugerat în 1974 că reputația de dictator a lui Stevens se baza mai mult pe personalitatea lui decât pe influența pe care o avea. În 1989, Allan Bogue a constatat că în calitate de președinte al Comisiei de Mijloace și Metode, Stevens era „stăpânul mai puțin decât deplin” al acesteia.
Istoricul Hans L. Trefousse⁠(d) a afirmat în studiul din 1969 al republicanilor radicali că „unica pasiune neclintită [a lui Stevens] a fost egalitatea.” În 1991, el consemna că Stevens „a fost unul dintre cei mai influenți reprezentanți care au servit vreodată în Congres. [A dominat] Camera cu inteligența, cunoștințele de drept parlamentar, și voința lui pură, chiar dacă de multe ori nu a reușit să se impună.” În biografia lui Stevens din 1997, el a abordat însă o poziție similară cu a lui McKitrick: că Stevens a fost o figură relativ marginală, a cărei influență a fost de multe ori limitată de extremism. Trefousse crede că Brodie a mers prea departe, atât în punerea atâtor lucruri despre Stevens pe seama handicapului motor, și dând deplină crezare relației Stevens-Smith: niciuna din cele două nu mai poate fi astăzi determinată cu certitudine.
Filmul lui Steven Spielberg din 2012 intitulat Lincoln, în care Stevens a fost interpretat de Tommy Lee Jones, a adus un nou interes public pentru viața lui Stevens. Personajul lui Jones apare ca figura centrală dintre radicali, responsabil în mare parte pentru adoptarea celui de-al treisprezecelea Amendament. Istoricul Matthew Pinsker constată că Stevens este menționat doar de patru ori în Echipa de Rivali⁠(d) a lui Doris Kearns Goodwin⁠(d), pe care scenaristul Tony Kushner⁠(d) și-a bazat scenariul filmului; personajul din film a înglobat și alți radicali din istorie. Stevens este descris neputându-și modera vederile de dragul obținerii aprobării amendamentului, până când în cele din urmă el este îndemnat să facă acest lucru de un Lincoln veșnic dispus la compromis. Conform lui Aaron Bady, în articolul său despre film și despre felul cum sunt prezentați radicalii, „el este unchiul de care tuturor le e rușine, chiar dacă îl iubesc prea mult pentru a spune asta pe față. El nu este un lider, e un pericol, unul al cărui moment de maximă strălucire eroică va fi atunci când nu va spune ce crede cu adevărat.” Filmul descrie o relație sexuală Stevens–Smith; Pinsker comentează că „se poate să fi fost cu adevărat iubiți, dar injectând aceasta în film, realizatorii riscă să lase unor spectatori impresia că motivul „secret” pentru egalitarismul lui Stevens era dorința lui de a-și legitima dragostea ce trecea barierele rasiale”.